# Okertalsperre
Die Okertalsperre ist eine Talsperre bei Altenau im Harz im niedersächsischen Landkreis Goslar. Ihr von der Oker durchflossener Stausee, auch Okerstausee genannt, hat bei Stauziel 2,25 Quadratkilometer Wasseroberfläche und einen Speicherraum von 46,85 Millionen Kubikmeter Wasser. Die Staumauer ist 260 Meter lang und bis zu 75 Meter hoch. Das Wasser wird vom Wasserkraftwerk Romkerhalle zur Stromerzeugung verwendet und zum Teil der Trinkwassergewinnung zugeführt. Die Talsperre wird von den Harzwasserwerken betrieben.

## Geographie

### Lage

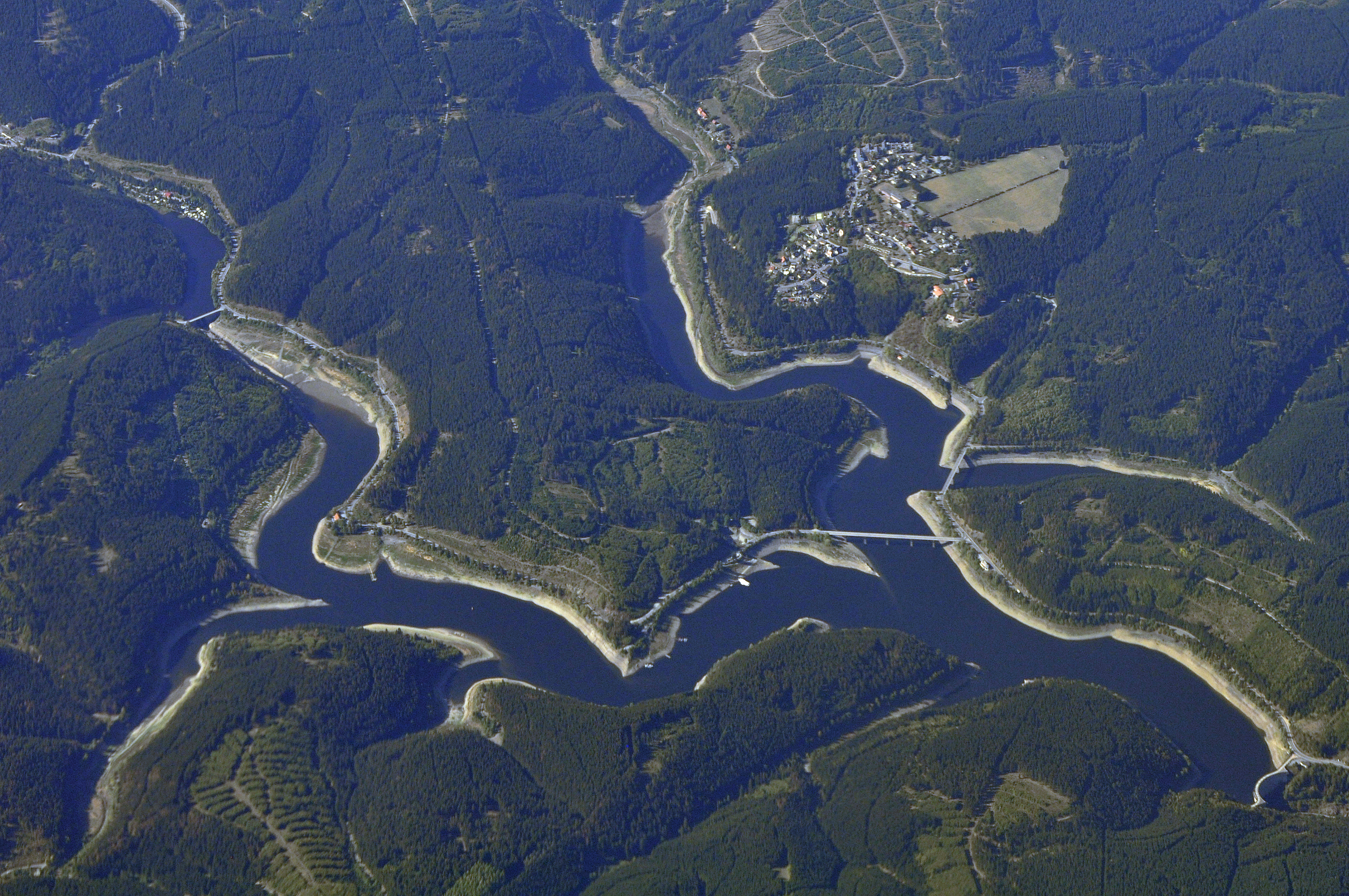
Luftaufnahme der gesamten Okertalsperre

Die Okertalsperre befindet sich im Oberharz im Naturpark Harz. Der Stauraum erstreckt sich an der Oker direkt nördlich unterhalb des Kernorts der Stadt Altenau, etwas östlich unterhalb von jenem der Gemeinde Schulenberg und etwa 6,5 km (Luftlinie) südsüdwestlich oberhalb des am nördlichen Harzrand gelegenen Goslarer Ortsteils Oker. Die beiden Hauptarme des Stausees – Altenauer Arm (Südarm bzw. Arm der Oker) und Schulenberger Arm (Südwestarm bzw. Arm des Weißen Wassers) – sind durch den langgestreckten Höhenzug des Dietrichsbergs (ca. 560 m ü. NN) voneinander getrennt; an dessen Hang liegen oberhalb des Ostufers des Südwestarms die Ravensklippen. Die gesamte Stauanlage befindet sich im Landschaftsschutzgebiet Harz (Landkreis Goslar) (CDDA-Nr. 321402; 2001 ausgewiesen; 389,75 km² groß).

### Naturräumliche Zuordnung
Die Okertalsperre liegt in der naturräumlichen Haupteinheitengruppe Harz (Nr. 38), in der Haupteinheit Oberharz (380) und in der Untereinheit Altenauer Bergland (380.3) im Naturraum Okerbergland (380.30).

### Einzugsgebiet und Zuflüsse
Das Einzugsgebiet der Okertalsperre ist 85 km² groß. Prägnant sind seine vielen Seitenarme mit ihren starken Zuflüssen. Nur grob 40 % des Zulaufes kommen vom namensgebenden Fluss Oker, der den Stausee in Süd-Nord-Richtung durchfließt und dann weiter nach Norden zum Weser-Zufluss Aller verläuft. Zu den weiteren Zuflüssen gehören: Schwarzes Wasser, Kellwasser, Kalbe, Große Hune, die den Altenauer Arm oder dessen östliche Nebenarme speisen, sowie Lange, Schalke, Riesenbach, Aeke und Große Bramke, die in den Schulenberger Arm oder dessen westliche Nebenarme münden (pro Stauseearm etwa in Süd-Nord-Richtung betrachtet). Gänzlich vom Stausee überstaut sind die einstigen Einflussbereiche des Gemkenthalbachs in die Oker, dessen Quellbäche – Zuflüsse aus dem Kleinen und Großen Gemkenthal – in einen östlichen Nebenarm des Altenauer Arms münden, und des Weißen Wassers, dessen Quellbäche – Lange und Schalke – den Schulenberger Arm speisen. In den staumauernahen Stauseebereich mündet von Osten der Bach aus dem Langen Tal.

### Verkehr
Die Bundesstraße 498, die zwischen Altenau und Goslar parallel zur Oker angelegt ist, führt entlang des Stausees, quert diesen auf der Weißwasserbrücke und passiert die Staumauer auf dem westlichen Hang. Am Nordwestende der Straßenbrücke zweigt die nach Südwesten entlang dem Südwestarm vorbei an Schulenberg nach Zellerfeld führende Landesstraße 517 ab. Parallel zum Ostufer verläuft eine asphaltierte Forststraße (s. u.), die für den öffentlichen Kraftfahrzeugverkehr gesperrt ist.

## Technik und Zweck
Die Okertalsperre wurde als Bogengewichtsmauer errichtet. Es dürfte sich hierbei um die einzige Bogengewichtsmauer in Deutschland handeln. Die Staumauer ist 260 m lang und über der Gründungssohle 75 m hoch. Ihre 8 m breite Krone liegt auf einer Höhe von 418,2 m ü. NN. Am Fuß ist die Staumauer 19 m breit. Die Mauer weist rund 140.000 m³ Betonvolumen auf.
Der Stauraum kann 46,85 Mio. Kubikmeter Wasser aufstauen. Er hat 2,25 km² Fläche. Sein Stauziel liegt auf 416,6 m und der Höchststau auf 417 m Höhe.
Die Stauanlage dient der Stromerzeugung, Niedrigwassererhöhung und dem Hochwasserschutz; indirekt wird sie auch zur Trinkwassergewinnung genutzt. Der mittlere Jahresabfluss beträgt 75 Mio. m³. Das Wasser des Stausees treibt die Turbine des Wasserkraftwerks Romkerhalle an.
Bei der Entscheidung, eine Bogengewichtsmauer zu errichten, handelte es sich um einen Sondervorschlag der ausführenden Bauunternehmen Dykerhoff & Widmann AG, Hochtief AG und Philipp Holzmann AG. Sie konnten nachweisen, dass bei dieser Konstruktion gegenüber einer ursprünglich vorgesehenen Gewichtsstaumauer erheblich Beton eingespart werden konnte.
Die Staumauer muss nur Druckkräfte aufnehmen und kann daher ganz ohne Bewehrung auskommen. Um die Wärmeentwicklung während des Abbindens des Betons zu minimieren, wurde ein Grobrüttelbeton eingesetzt. Hierzu wurden in den relativ normalen Beton bis zu 40 cm große Diabassteine eingerüttelt. Dadurch verringerte sich der Zementanteil. Da Diabas eine relativ hohe Dichte von bis zu 3,0 Tonnen pro Kubikmeter aufweist, erhöht sich durch seinen Anteil auch das Betongewicht, was der Mauer zusätzliche Standsicherheit gibt.

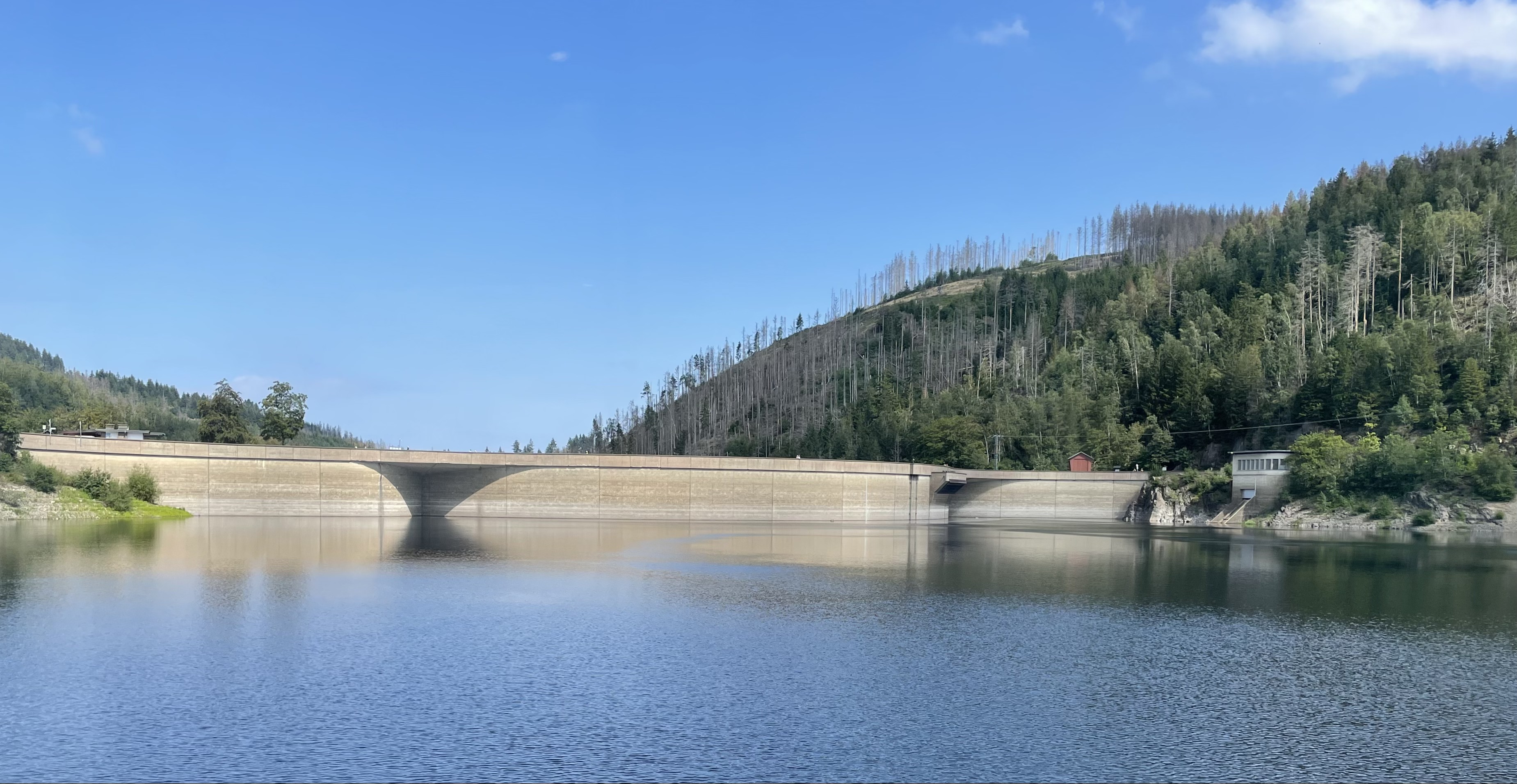
Seeseite der dreiteiligen Staumauer mit Windenhaus rechts
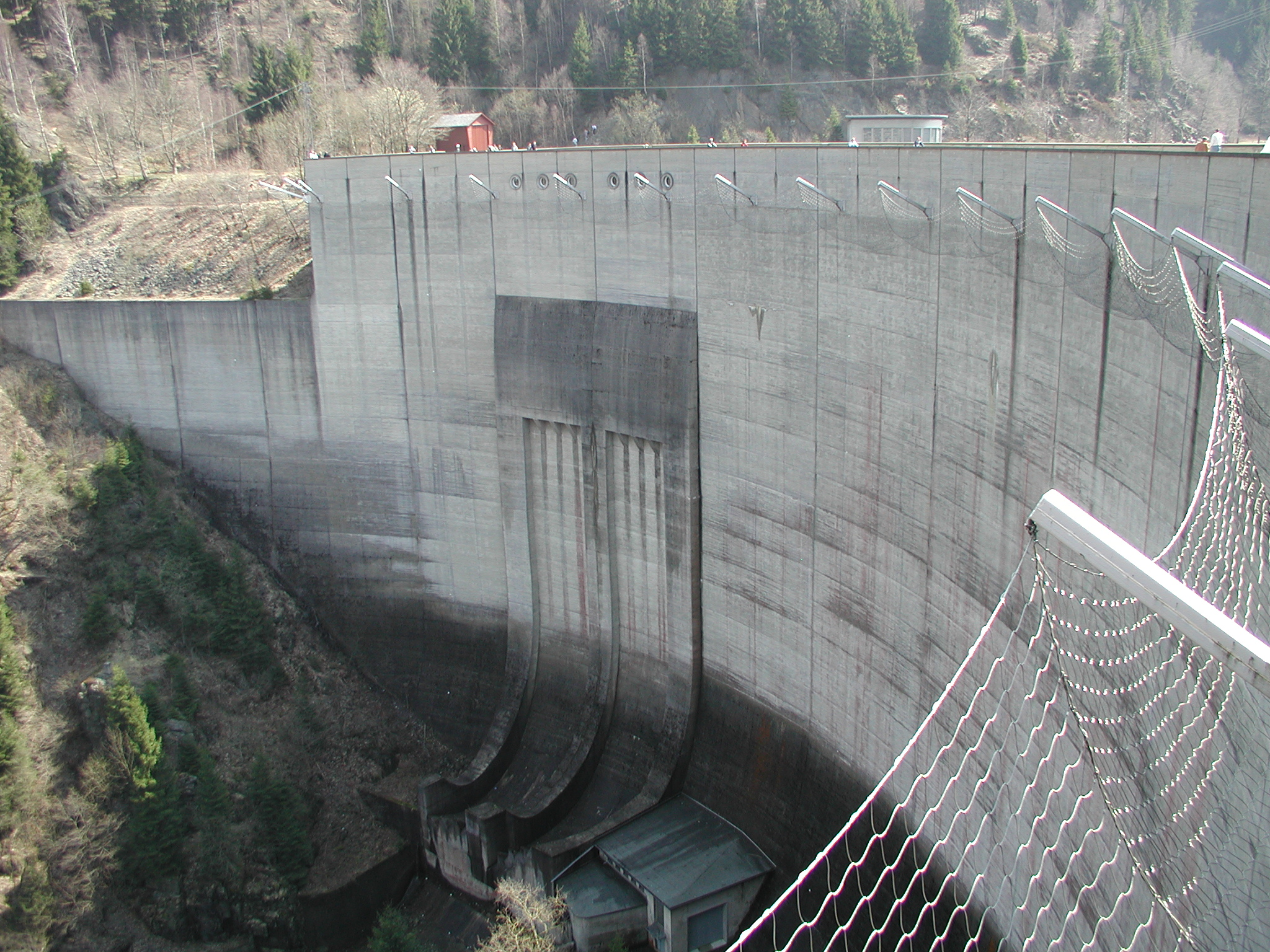
Talseite der Staumauer mit Fangnetz zum Schutz vor Suiziden
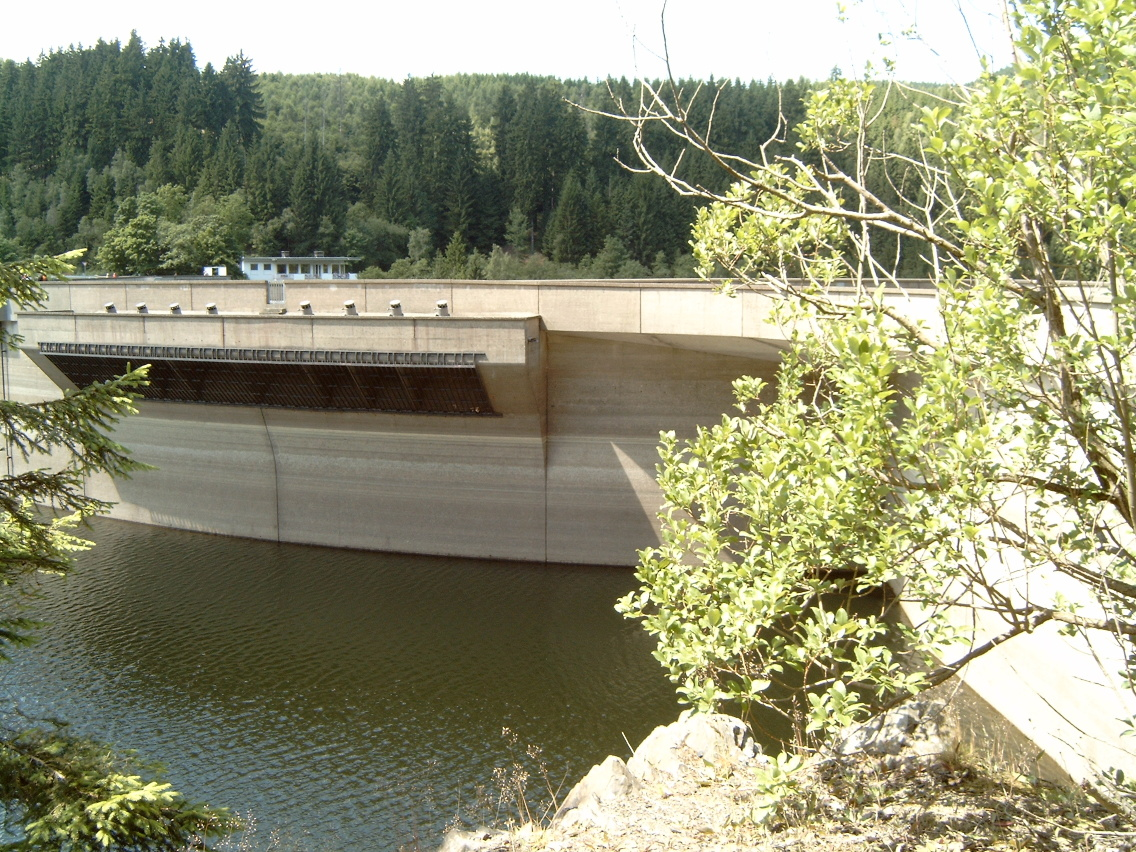
Überläufe an der Okertalsperre
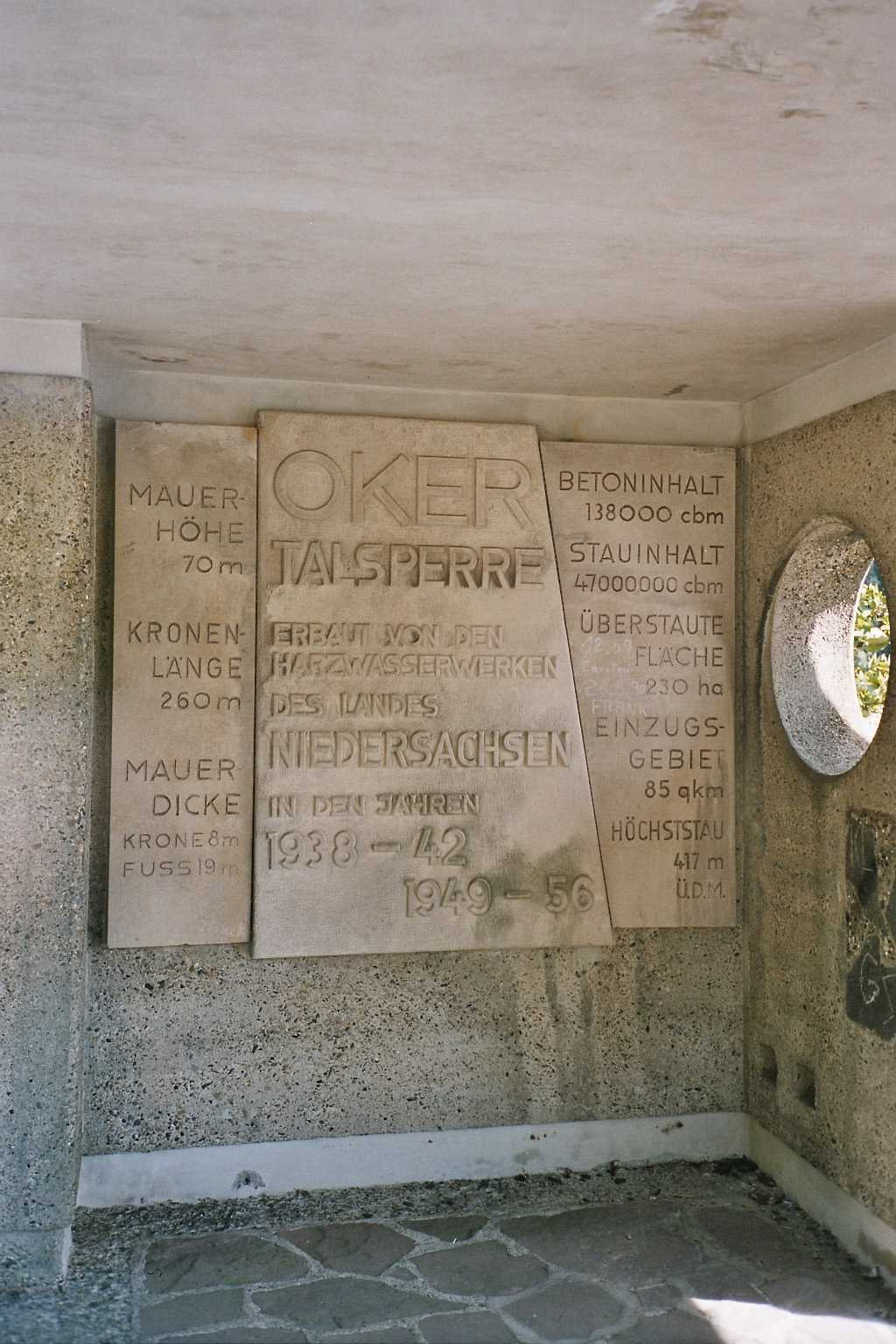
Tafel mit technischen Daten an der Okertalsperre

## Geschichte

### Großer Juliusstau

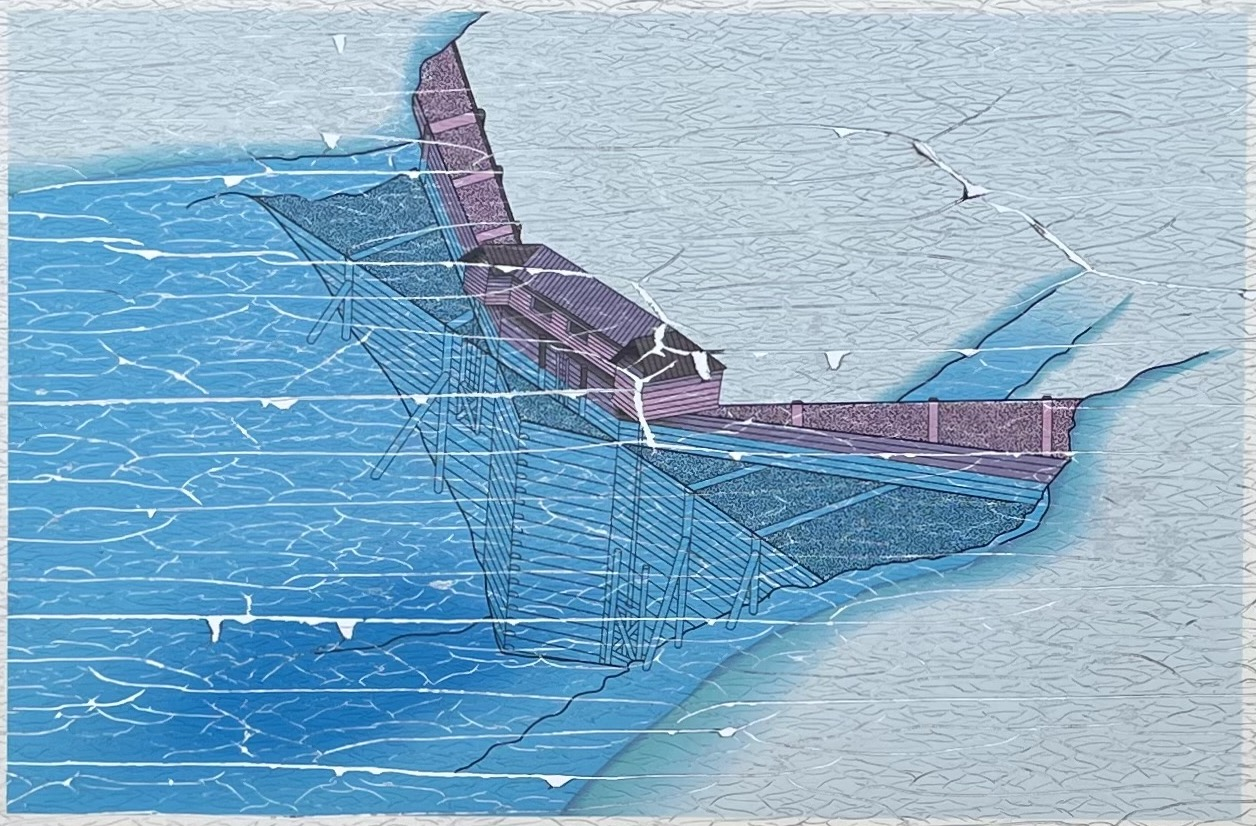
Rekonstruktionsskizze vom Großen Juliusstau aus dem 16. Jahrhundert

Herzog Julius von Braunschweig-Wolfenbüttel ließ 1570 an der Stelle der heutigen Staumauer, ca. 30 m flussabwärts, eine Stauanlage in Kistenbauweise errichten, der sog. Große Juliusstau. Die Anlage diente dazu, Bau- und Brennholz aus dem Harz okerabwärts in seine Residenzstadt Wolfenbüttel zu flößen. Dazu konnte ein kleines künstliches Hochwasser erzeugt werden, indem das aufgestaute Wasser aus einem bis zu 1320 m langen Stausee schwallartig in die Oker abgegeben wurde. Im 16. Jahrhundert war es die größte künstliche Talsperre in deutschen Landen.
Die Konstruktion war 17 m hoch und 49 m breit und bestand als doppelstöckiges Steinkistenwehr aus Baumstämmen, die von jeder Uferseite in je dreieckigem Grundriss in die Flussmitte ragten. Die Kisten waren mit Schotter und Sand gefüllt und wurden mit Moos abgedichtet. Zusätzlich war im hinteren Teil ein weiteres Stockwerk aufgesattelt, so dass die Anlage von der Höhe einem fünfstöckigen Gebäude entsprach. Drei Verschlußtafeln ermöglichten die Funktion als Floßschleuse, um die Wasserabgabe aus der aufgestauten Oker zu regulieren.

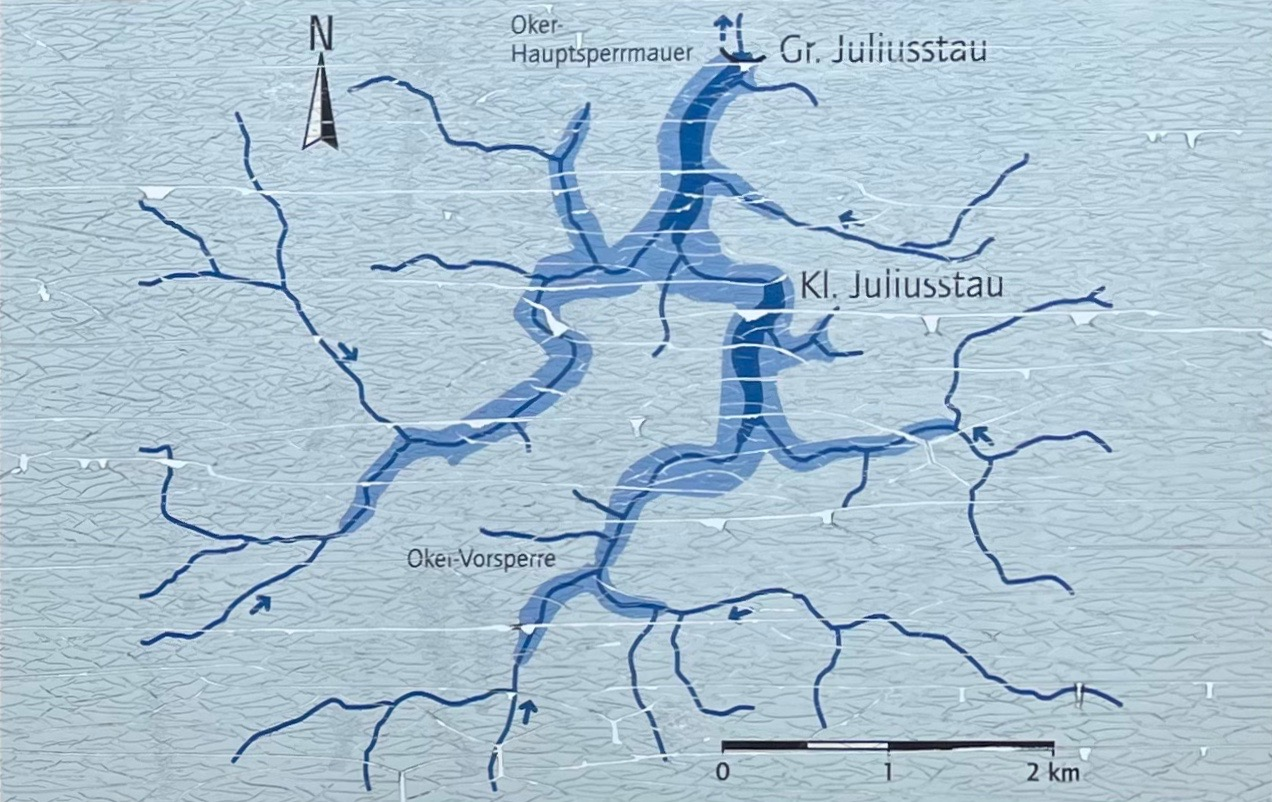
Karte von Großem und Kleinem Juliusstau im Vergleich zum heutigen Okerstausee

1573 wurde flussaufwärts im Gemkenthal eine weitere Floßschleuse errichtet, der Kleine Juliusstau. Sie war von gleicher Bauart (Kistenwehr mit ca. 10 m Höhe und 57 Breite) und staute ein rund einen Kilometer langes künstliches Gewässer auf. Beide Staudämme, der Große wie auch Kleine Juliusstau, sind am 27. Juni 1579 durch ein sehr großes Hochwasser zerstört worden.

### Überblick
Der Bau der Okertalsperre wurde durch die Harzwasserwerke in den Jahren von 1938 bis 1942 in Angriff genommen. Hierzu wurden zunächst die Talstraßen auf die westliche und nördliche Uferseite verlegt und die beiden Straßenbrücken („Weißwasserbrücke“ und „Bramkebrücke“) errichtet. Ab Oktober 1939 wurden auch Kriegsgefangene eingesetzt: im Januar 1941 arbeiteten 50 freie Arbeiter auf der Baustelle und 400 Kriegsgefangene aus Frankreich, die ab August 1941 durch sowjetische Gefangene abgelöst wurden. Durch die harten Arbeitsbedingungen sterben bis Ende 1941 zehn Kriegsgefangene, deren Gräber sich auf dem Friedhof von Altenau befinden. Weitere sowjetische Tote wurden ab Januar 1942 in der Nähe des Barackenlagers bestattet, der Beerdigungsplatz am östlichen Okerufer flussabwärts der Weisswasserbrücke ist heute überflutet. Wegen des Krieges und damit anders zu setzender Prioritäten wurde der Bau im April 1942 unterbrochen und die Arbeitskräfte beim Bau der Edertalsperre eingesetzt.
Die Bauarbeiten wurden 1948 fortgesetzt. Die Staumauer selbst wurde von 1952 bis 1956 errichtet. Dringend wurde der Weiterbau auch, nachdem im schneereichen Winter 1946/47 Überschwemmungen vor allem in Wolfenbüttel und Braunschweig eingetreten waren. Während der Errichtung musste die Waldarbeitersiedlung Unterschulenberg aufgegeben werden; sie wurde westlich des Stauraumes auf dem Wiesenberg neu gebaut. In regenarmen Jahren kann der Wasserstand der Talsperre so stark absinken, dass Reste einzelner Grundmauern sowie die alte Talstraße mit ihren Brücken sichtbar wird.

### Fotos vom Bau

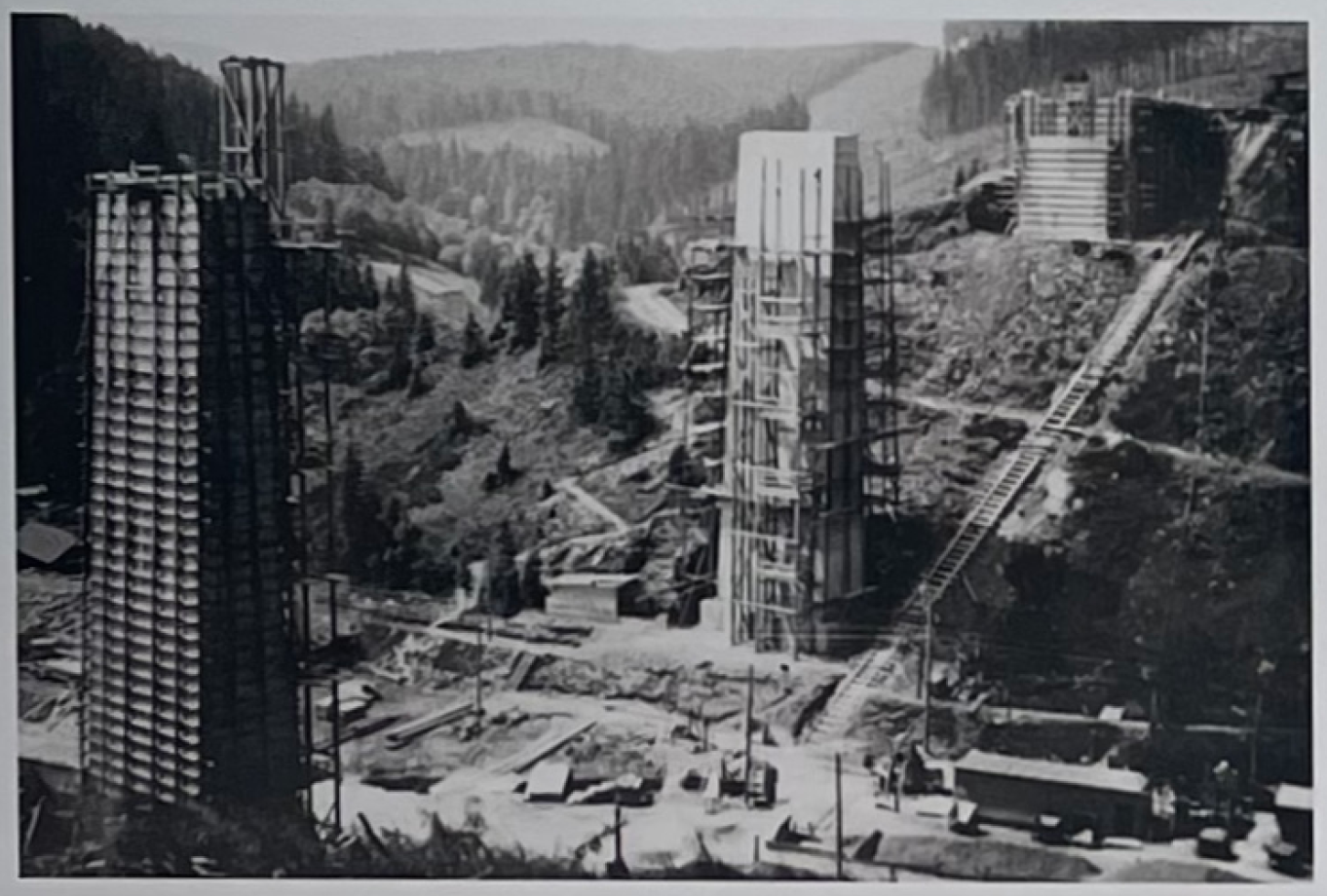
Bramkebrücke im Bau, etwa 1941
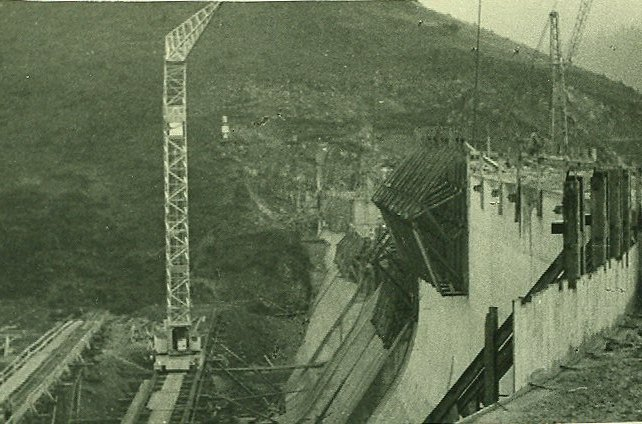
Okertalsperre im Bau, etwa 1954/55
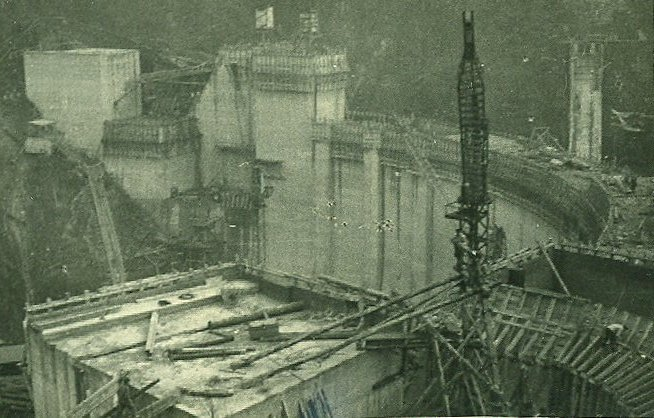
Okertalsperre im Bau
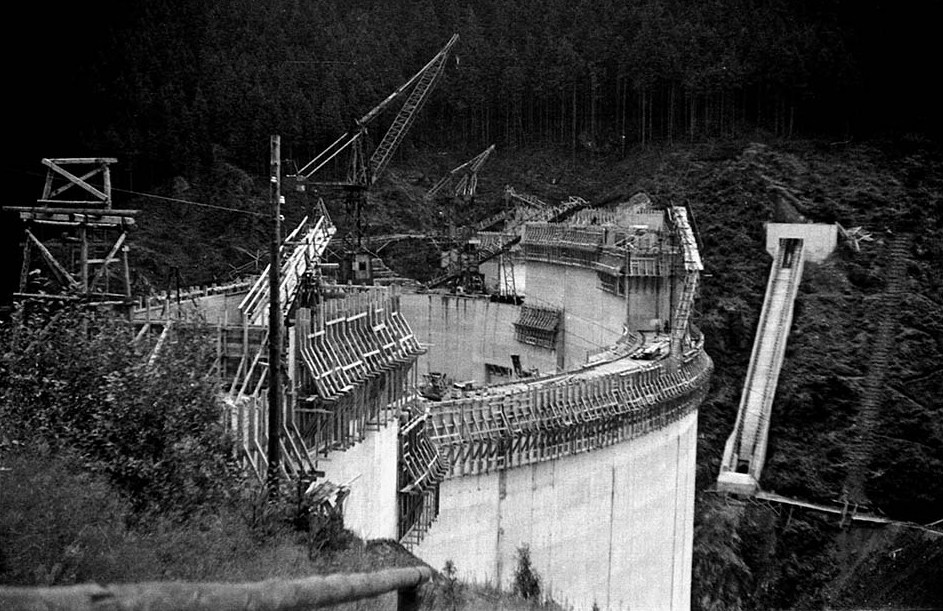
Okertalsperre im Bau
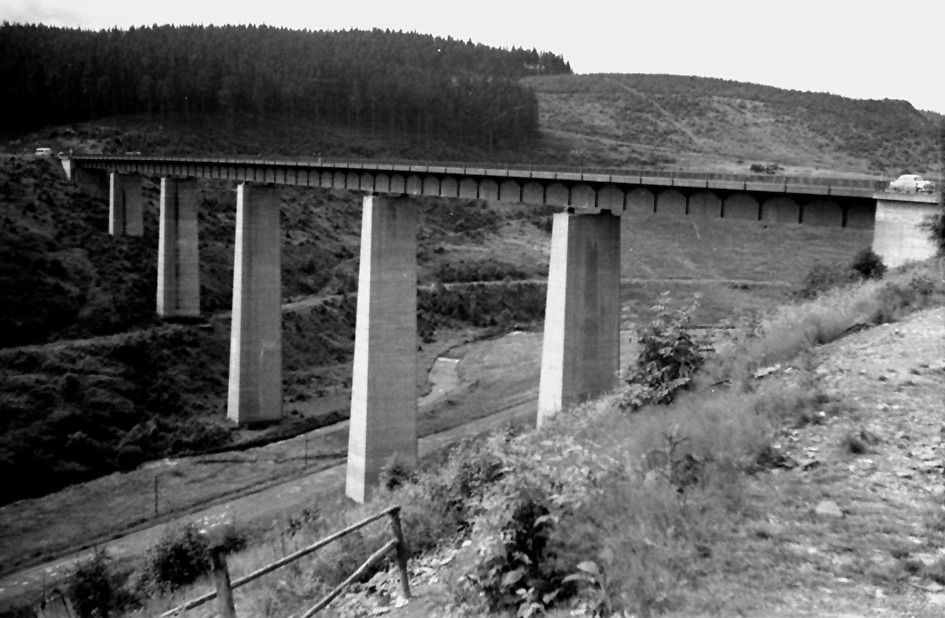
Weißwasserbrücke, etwa 1954/55
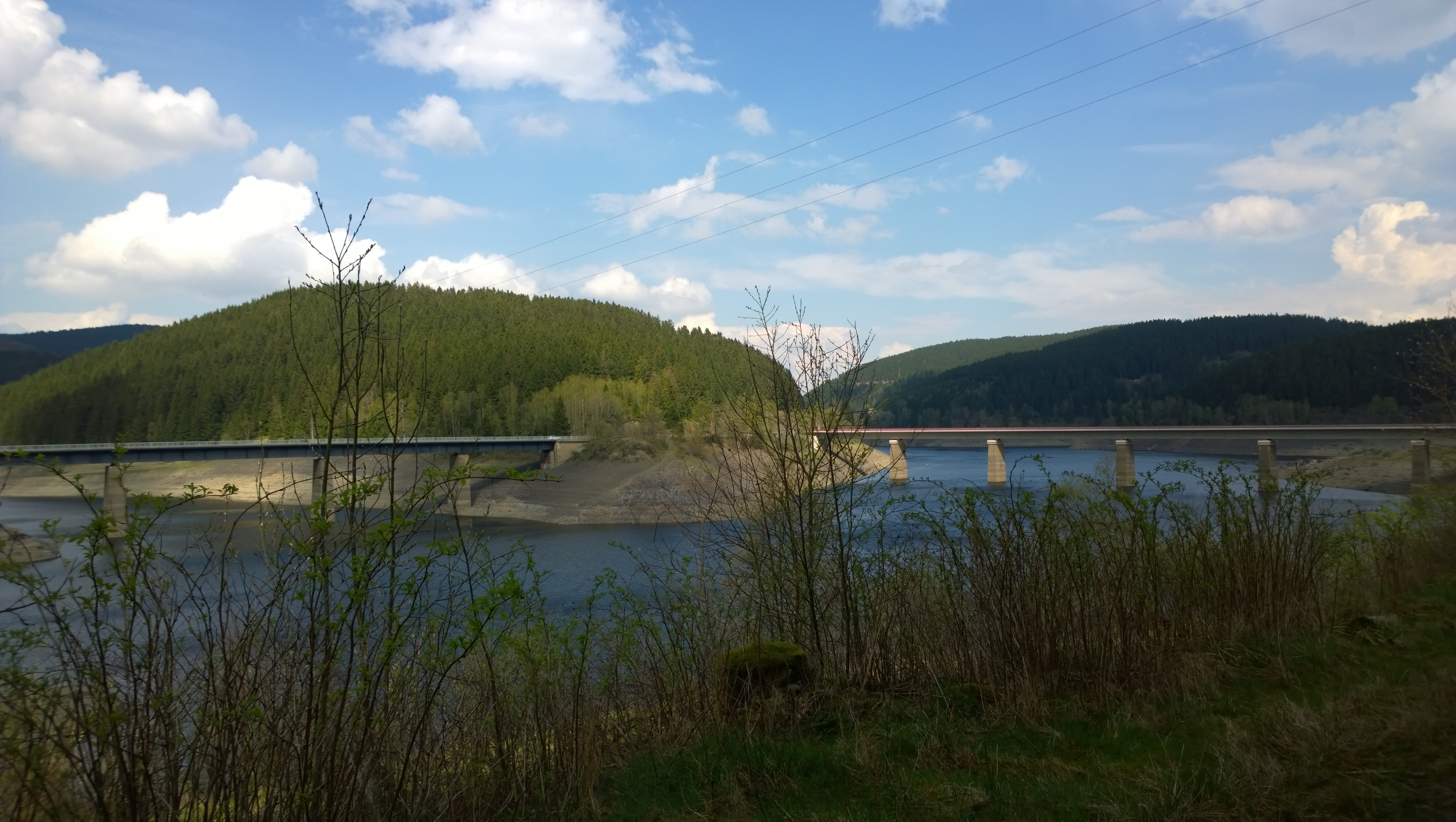
Erneuerte Weißwasserbrücke (rechts), 2014

### Denkmalschutz
Bei der Planung vor allem der vielen Nebengebäude, aber vermutlich auch an der Hauptstaumauer spielte der Architekt Carl Bauer eine wesentliche Rolle. Als ein 1956 fertiggestelltes Bauwerk finden sich an der gesamten Anlage auffällig viele und gut erhaltene Stilelemente der 1950er Jahre, was besonders am Windenhaus östlich der Staumauer, am Café Okerterrasse sowie am Betriebsgebäude des Kraftwerks Romkerhalle erkennbar ist. Aus diesem Grunde wurden die Anlagen der Okertalsperre Ende der 1990er Jahre unter Denkmalschutz gestellt.

## Tourismus
Auf dem Okerstausee verkehrt jeweils von Anfang März bis Anfang Januar das Linienschiff MS Aquamarin (ex Sauerland, Bj. 1968, LUX Werft) für Touristen (in der Nebensaison nur am Wochenende). Die große Rundfahrt auf der MS Aquamarin dauert ca. 1,5 Stunden und kann von allen Anlegestellen aus begonnen werden. Diese Linienschiffverbindung ist die höchstgelegene (über Normalhöhennull) in Niedersachsen. Darüber hinaus wird der Stausee in der warmen Jahreszeit von zahlreichen privaten, nicht motorisierten Wasserfahrzeugen befahren. Das Baden und Tauchen ist außerhalb abgesperrter Bereiche zum Beispiel in staumauernahen Teilen zulässig. Im Winter finden bei ausreichend tragfähiger Eisdicke Eisbadeveranstaltungen statt.
Der Okerstausee kann zu Fuß und mit nichtmotorisierten Fahrzeugen auf Straßen und Wegen komplett umrundet werden. Zwischen Vorstaumauer und Hauptstaumauer existiert ein fast durchgängig asphaltierter Fahrweg, der von Fahrradfahrern, Inline-Skatern und Skirollerfahrern genutzt wird; lediglich der Weg zwischen Vorstaumauer und Altenau ist nicht asphaltiert. Auf der Bundesstraße 498 herrscht in den Sommermonaten an Wochenenden starker Motorradverkehr (nördliche Anfahrt nach Torfhaus). Hier liegen entlang des Stausees mehrere Gastronomiebetriebe: eine Gaststätte im Altenauer Ortsteil Gemkenthal, die nahe der Weißwasserbrücke stehende Brückenschänke und das an der Staumauer befindliche Café Okerterrasse. An der Stauwurzel zur Oker liegt ein Campingplatz.

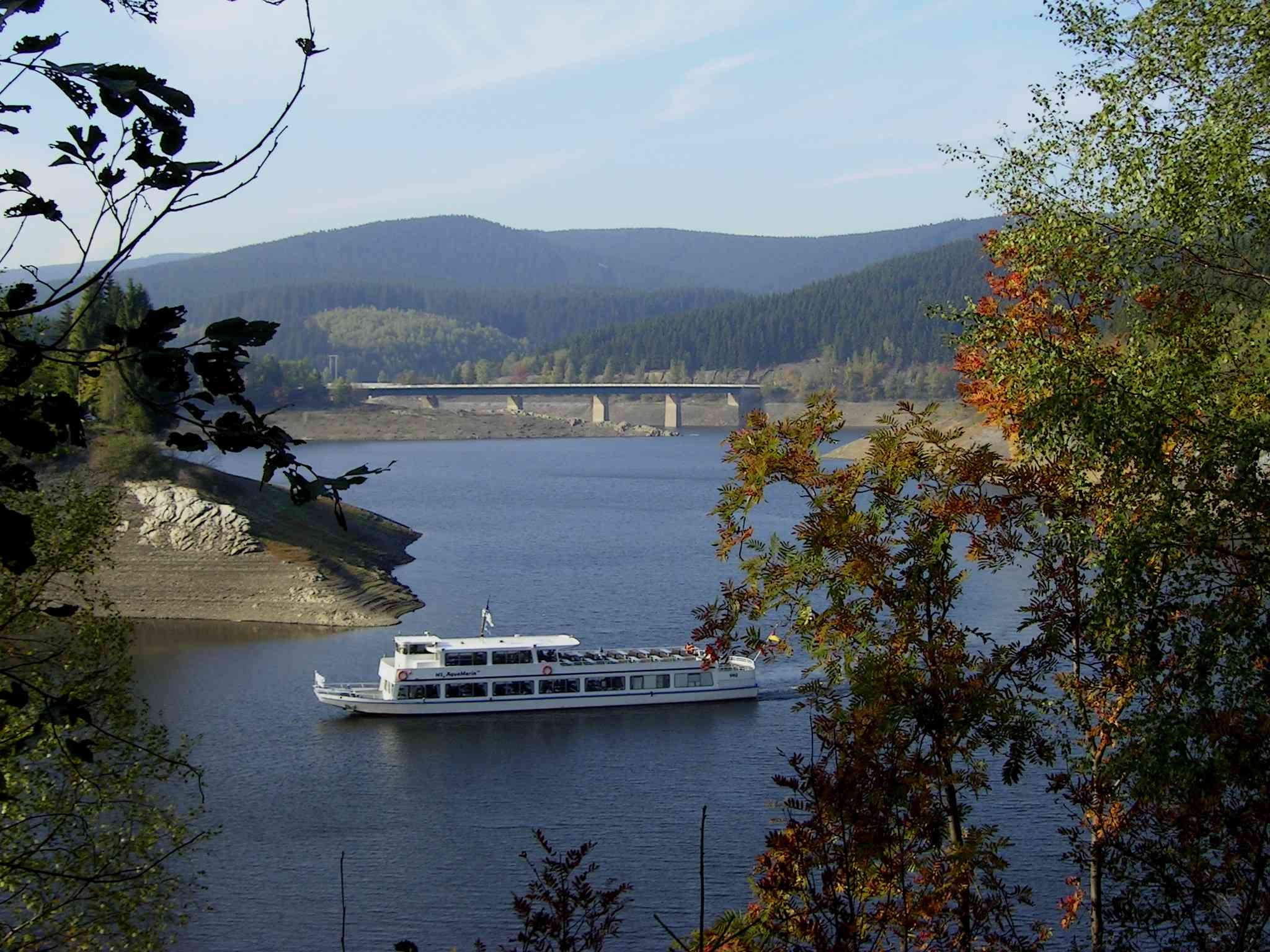
Linienschiff auf dem Okerstausee, Weißwasserbrücke im Hintergrund
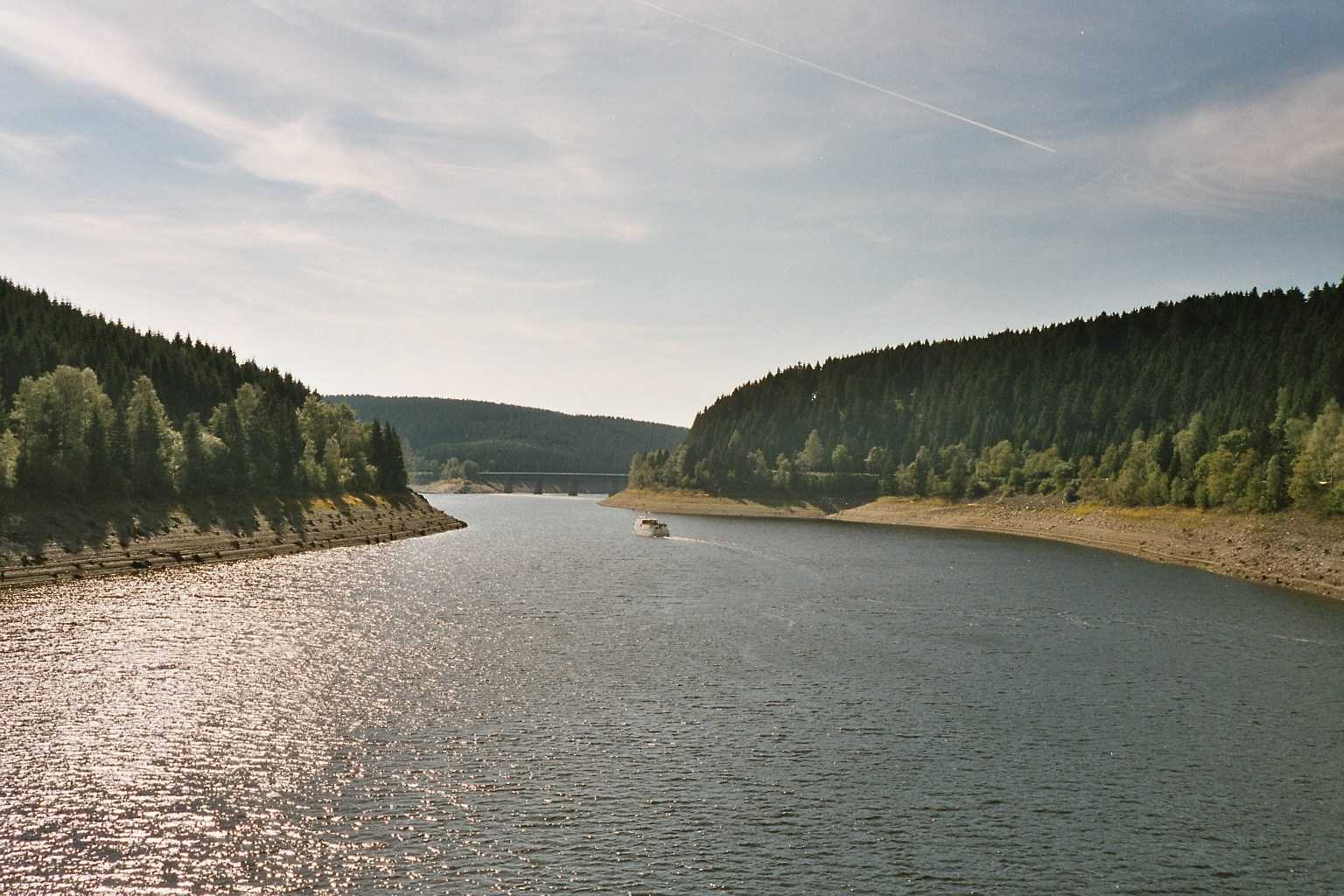
Okerstausee bei niedrigem Wasserstand
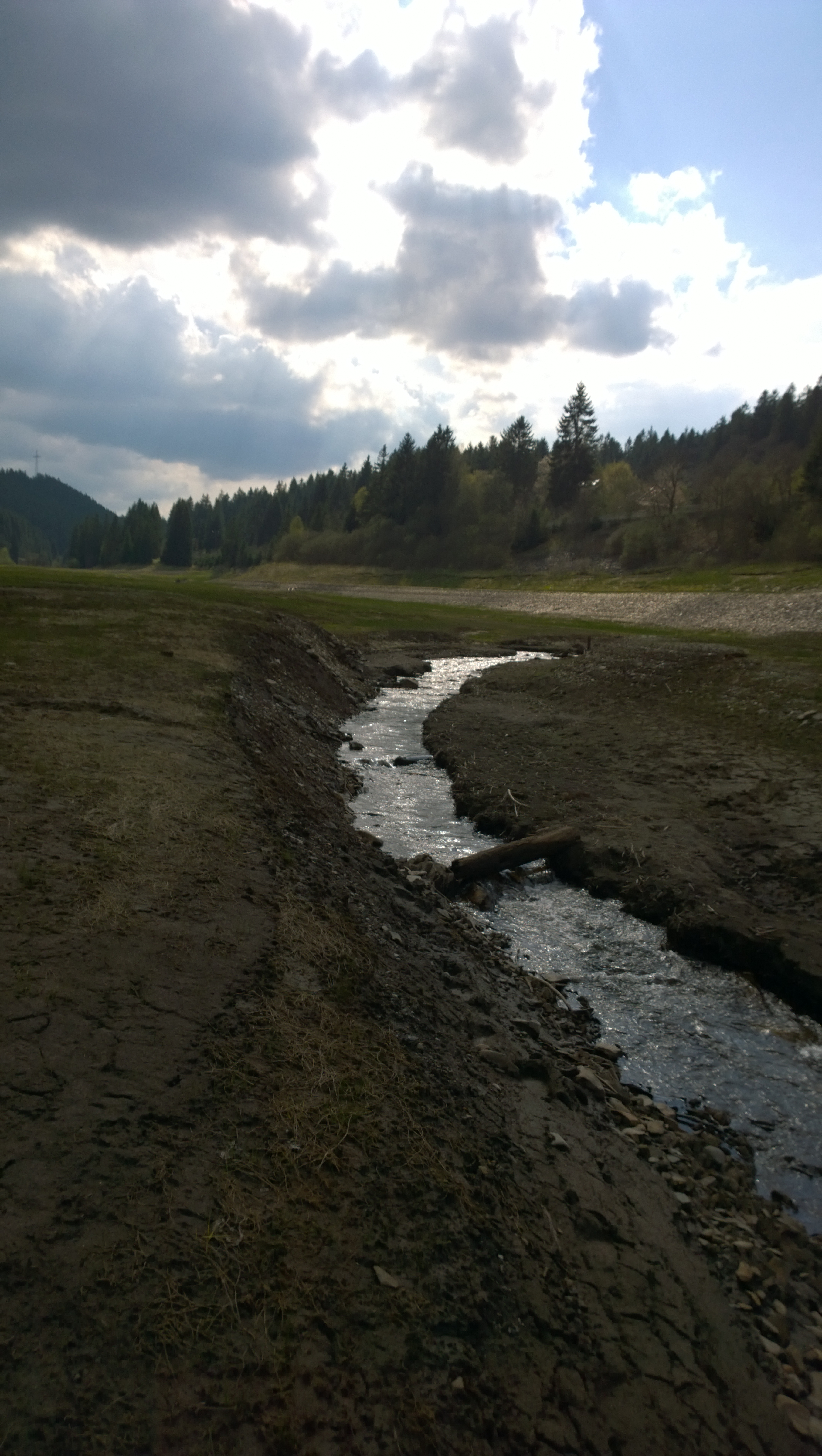
Oker im Okerstausee bei niedrigem Wasserstand
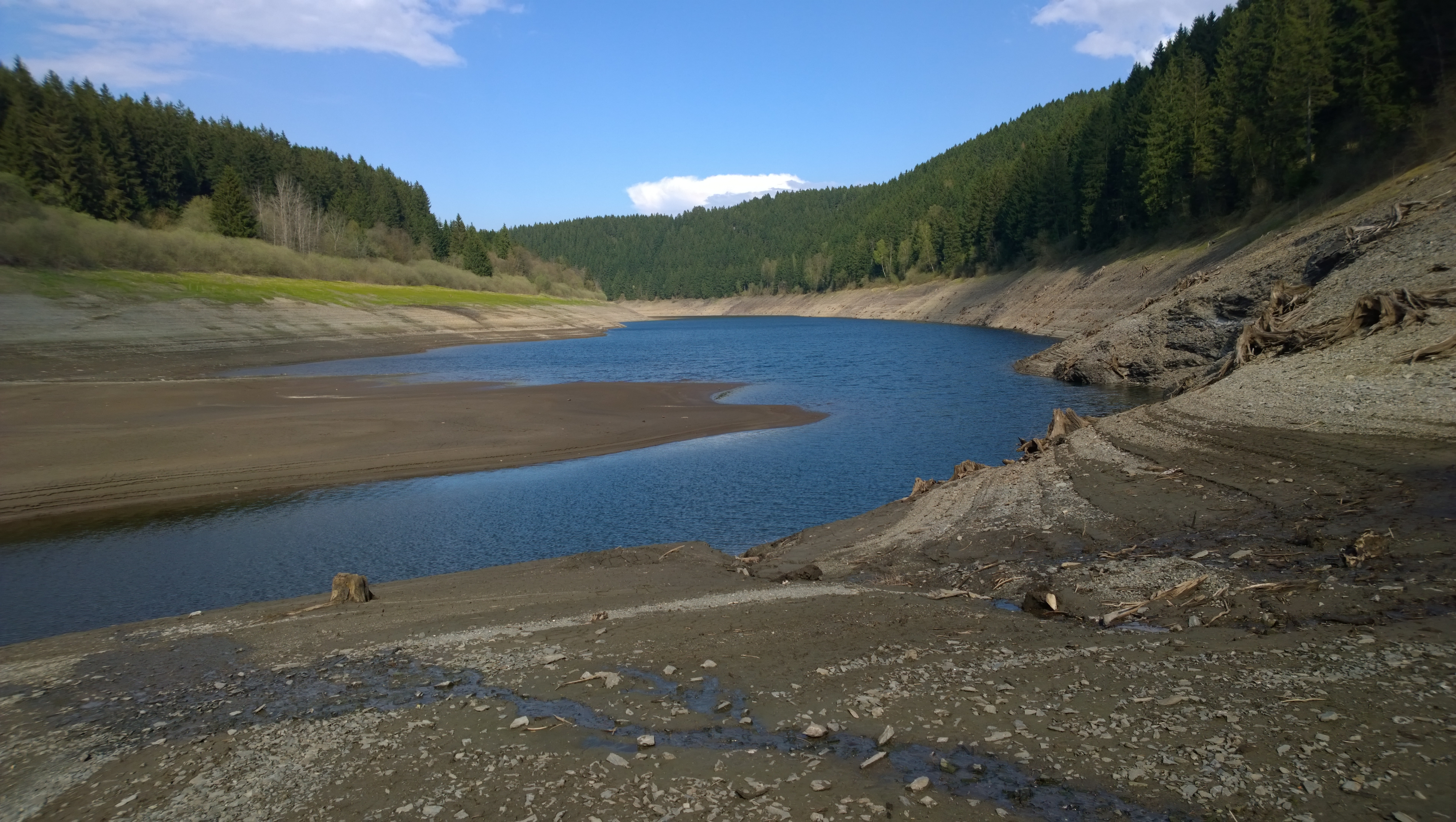
Seitenarm des Okerstausees bei niedrigem Wasserstand
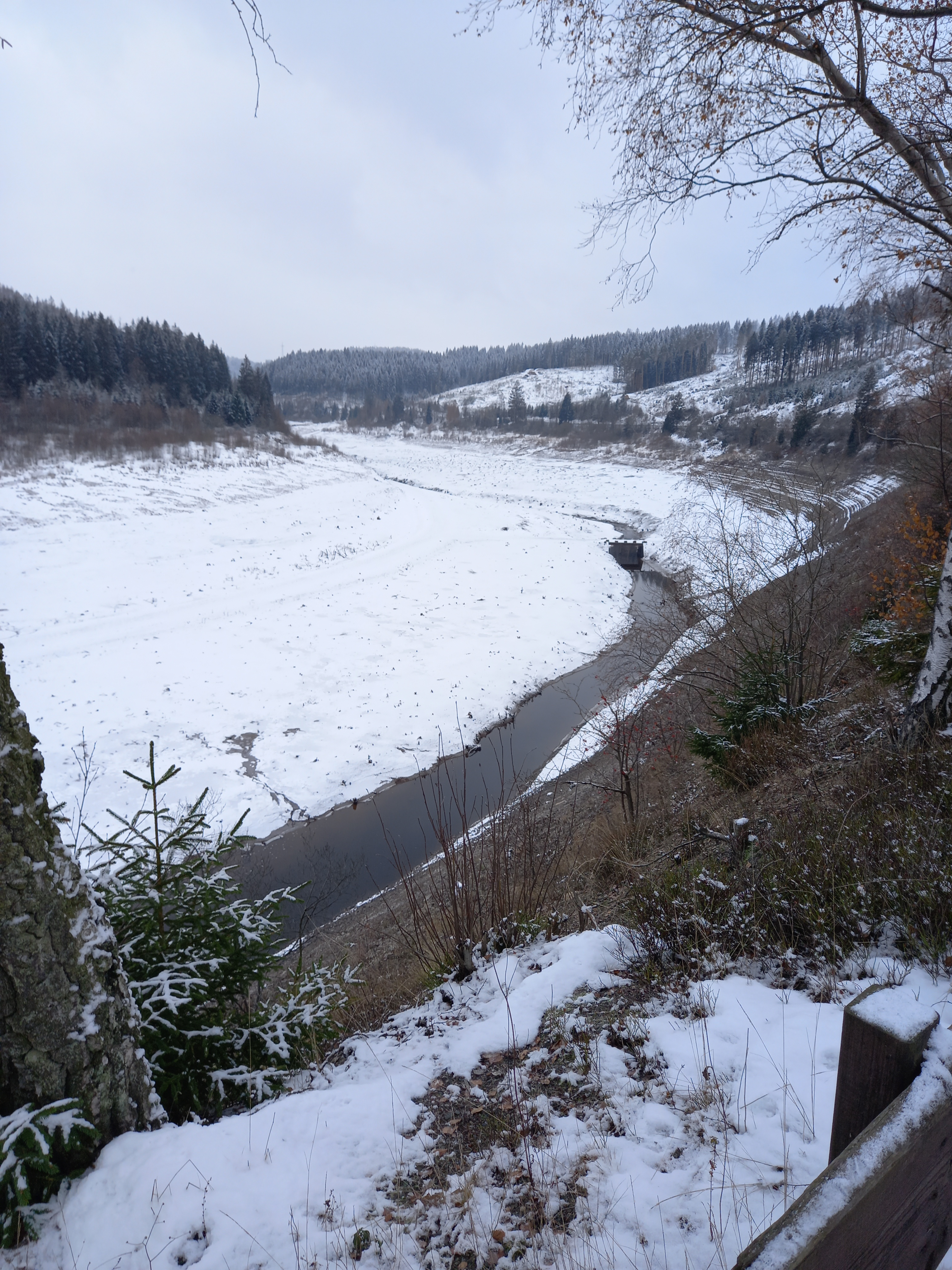
Bei extremem Niedrigwasser sichtbares Bett der Oker bei Gemkenthal
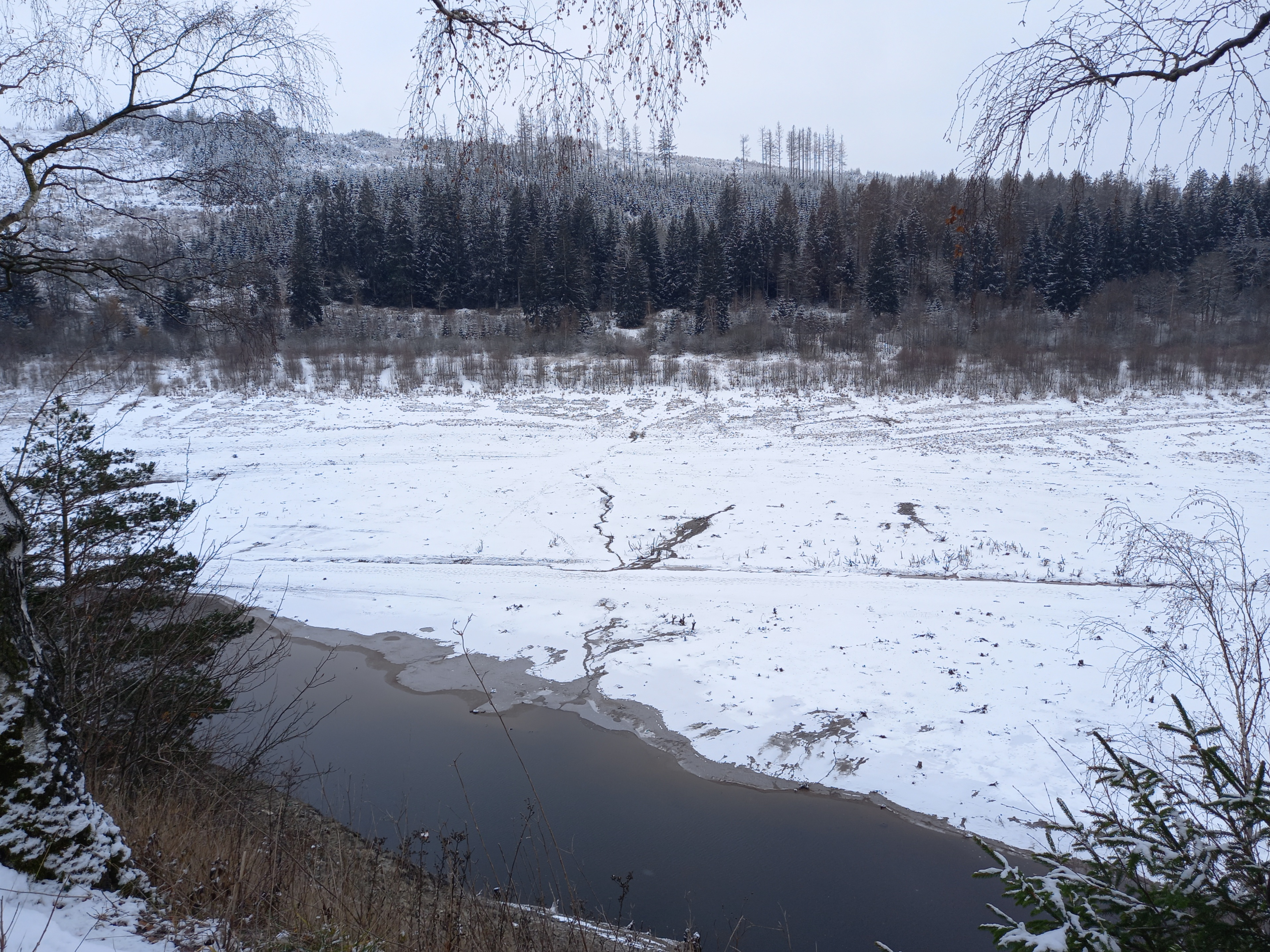
Zufrierender Okerstausee
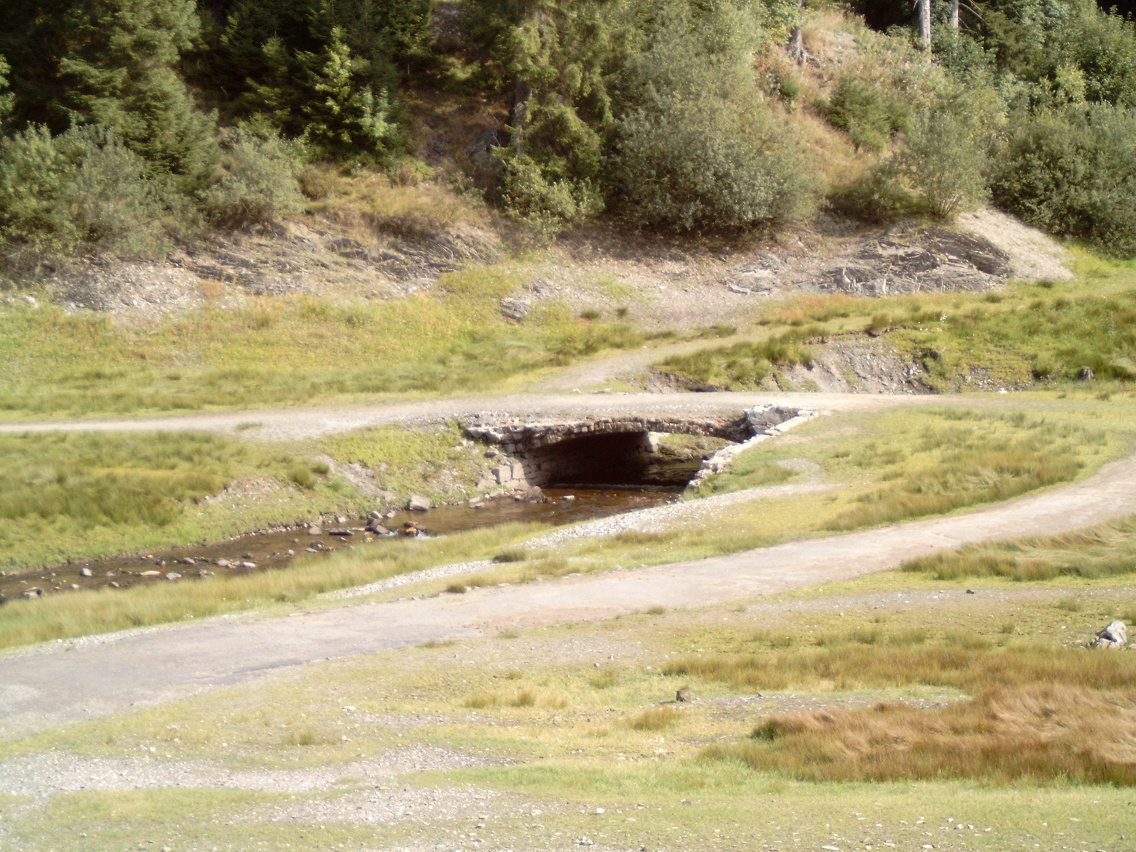
Zeitweilig überflutete Brücke im Okerstausee bei niedrigem Wasserstand
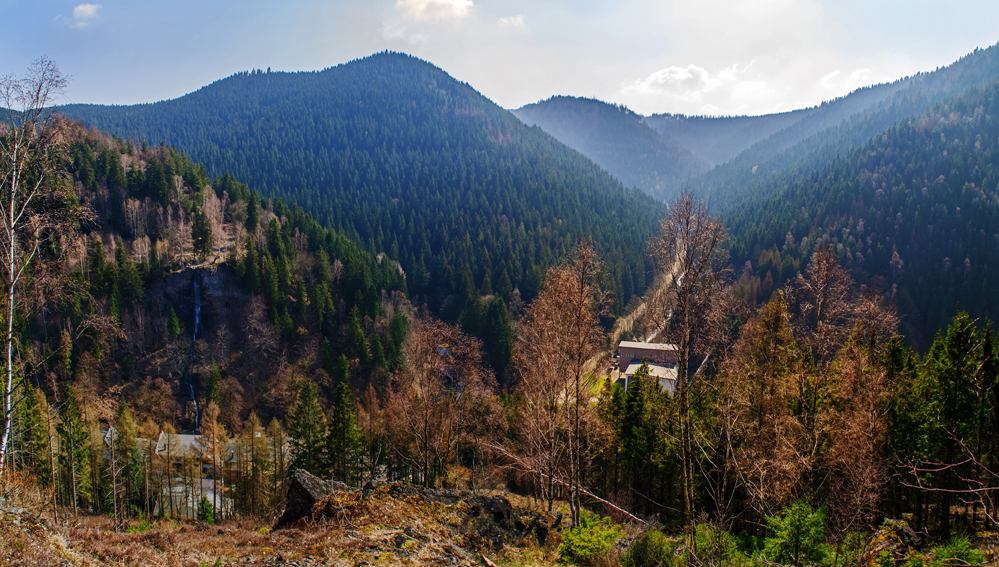
Wasserfall und Kraftwerk Romkerhalle

## Fischfauna
Der Okerstausee ist vorwiegend ein Salmonidengewässer mit Bachsaiblingen, Äschen, Bach-, Regenbogen- und Seeforellen. Außerdem kommen Hechte, Zander, große Flussbarsche, Aale, Aalquappen, Karpfen, Schleien und zahlreiche Weißfische vor. Für den Angelsport werden Gastkarten ausgegeben.

## Einrichtungen der Hauptstaumauer

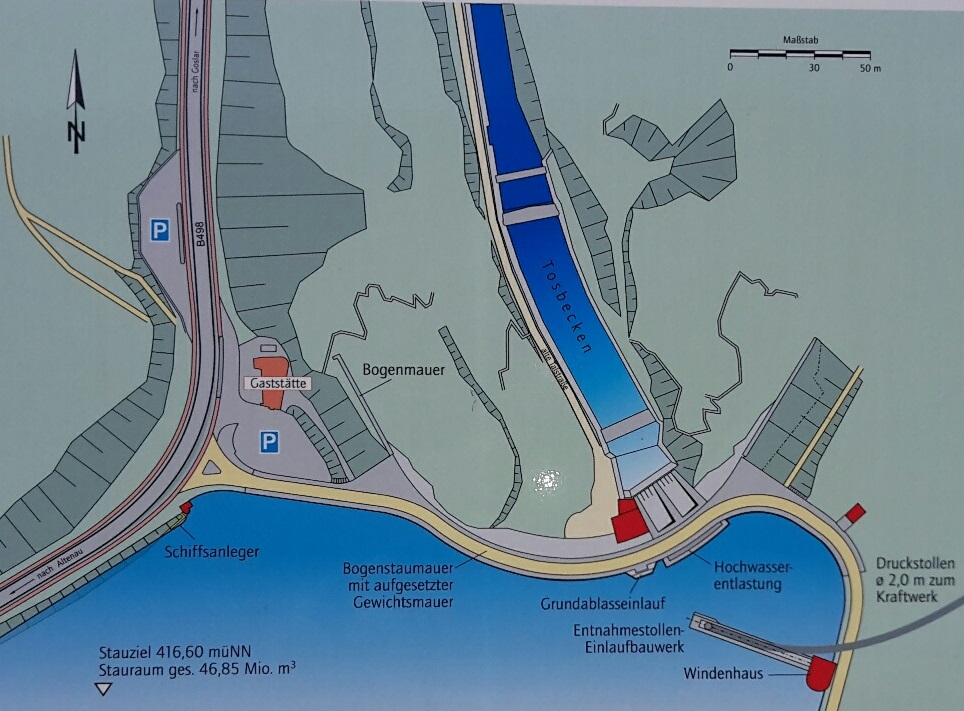
Lageplan der Hauptstaumauer, abfotografiert von dortiger Infotafel

### Grundablass
Der Grundablass der Okertalsperre befindet sich in der taltiefsten Stelle und ist über die alte Talstraße von Romkerhalle aus erreichbar. Er besteht aus einer Rohrleitung DN 1200 mit Rechen, Revisionsverschluss und Fallgewichtsklappe auf der Wasserseite sowie einem Ringkolbenventil auf der Luftseite. Seine Leistung beträgt – je nach Wasserstand – etwa 15 m³/s. Der Revisionsverschluss besteht aus einem Schütz, welches von der Mauerkrone aus vor der Wasserseite entlang von Schienen vor den Einlauf des Grundablasses hinabgelassen werden kann. Das Schütz und der dazugehörige Windenwagen werden in einem Holzschuppen am östlichen Mauerende vorgehalten. Der Grundablass wird – abgesehen von regelmäßigen Funktionsproben – nur bei Hochwasser oder während der jährlichen Turbinenrevision betätigt.

### Hochwasserentlastungsanlage
Die Hochwasserentlastungsanlage funktioniert nach dem Prinzip eines Hebers. Sie ist im östlichen Drittel der Staumauer untergebracht und besteht aus insgesamt 8 Hebern mit einem Querschnitt im Scheitel von 1,5 m², die bei Erreichen des Vollstaus von 416,60 m+NN automatisch in Betrieb gehen. Jeder Heber leistet bis zu 15 m³/s, so dass alle 8 Heber zusammen 120 m³/s leisten können. Um kleinere Hochwässer besser dosiert abgeben zu können, sind zwei Heber 10 cm tiefer angebracht; des Weiteren sind alle Heber mit Belüftungsventilen versehen, die im geöffneten (belüfteten) Zustand die Heberwirkung erheblich abmindern können, was den Durchfluss etwa halbiert. Die Hochwasserentlastungsanlage war im regulären Betrieb bisher dreimal im Einsatz, nämlich in den Jahren 1981, 1994 und beim Weihnachtshochwasser 2023/2024.

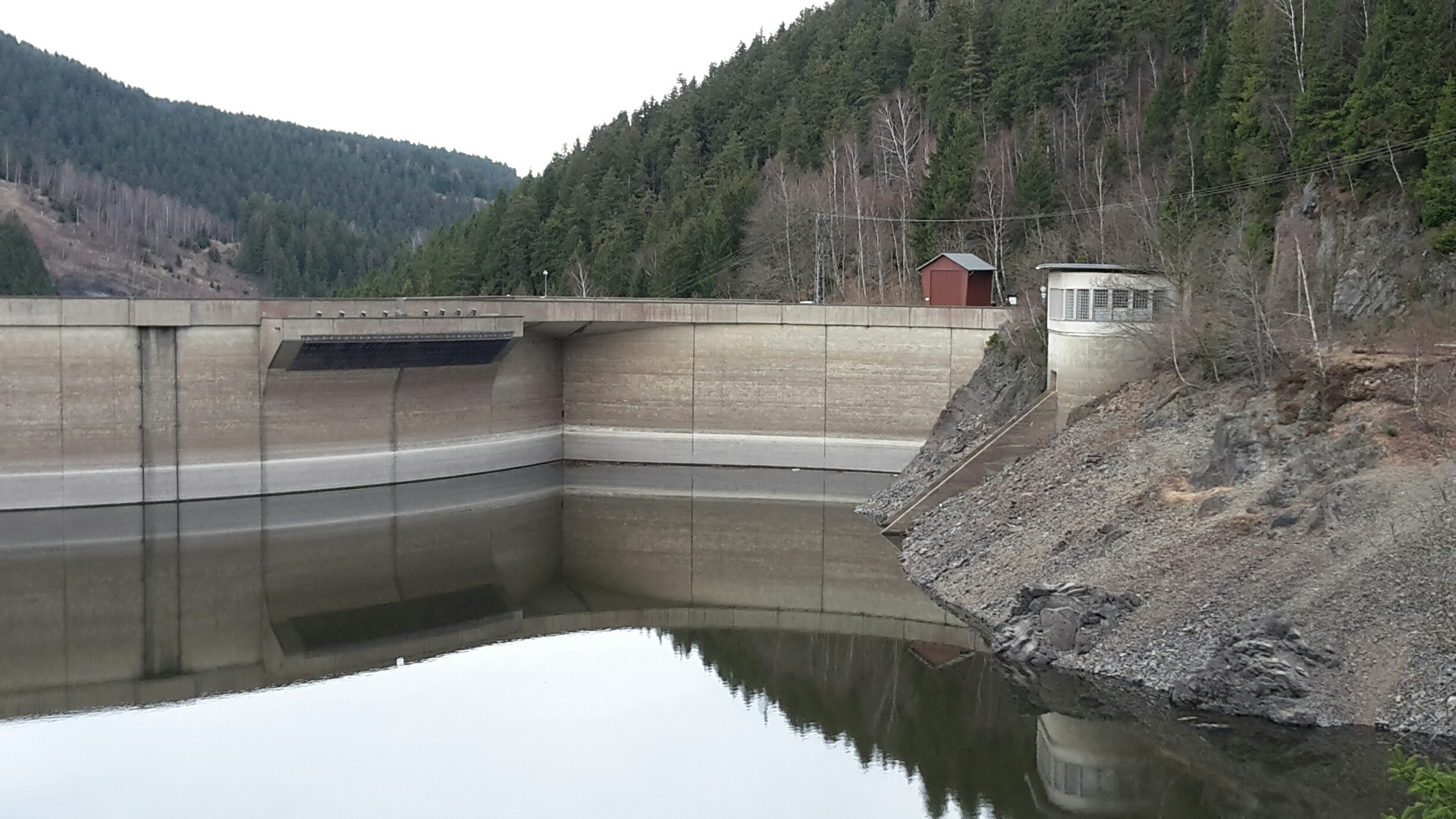
Windenhaus mit vorgelagerter Schienenbahn (rechts), Einläufe zur Hochwasserentlastung (links)
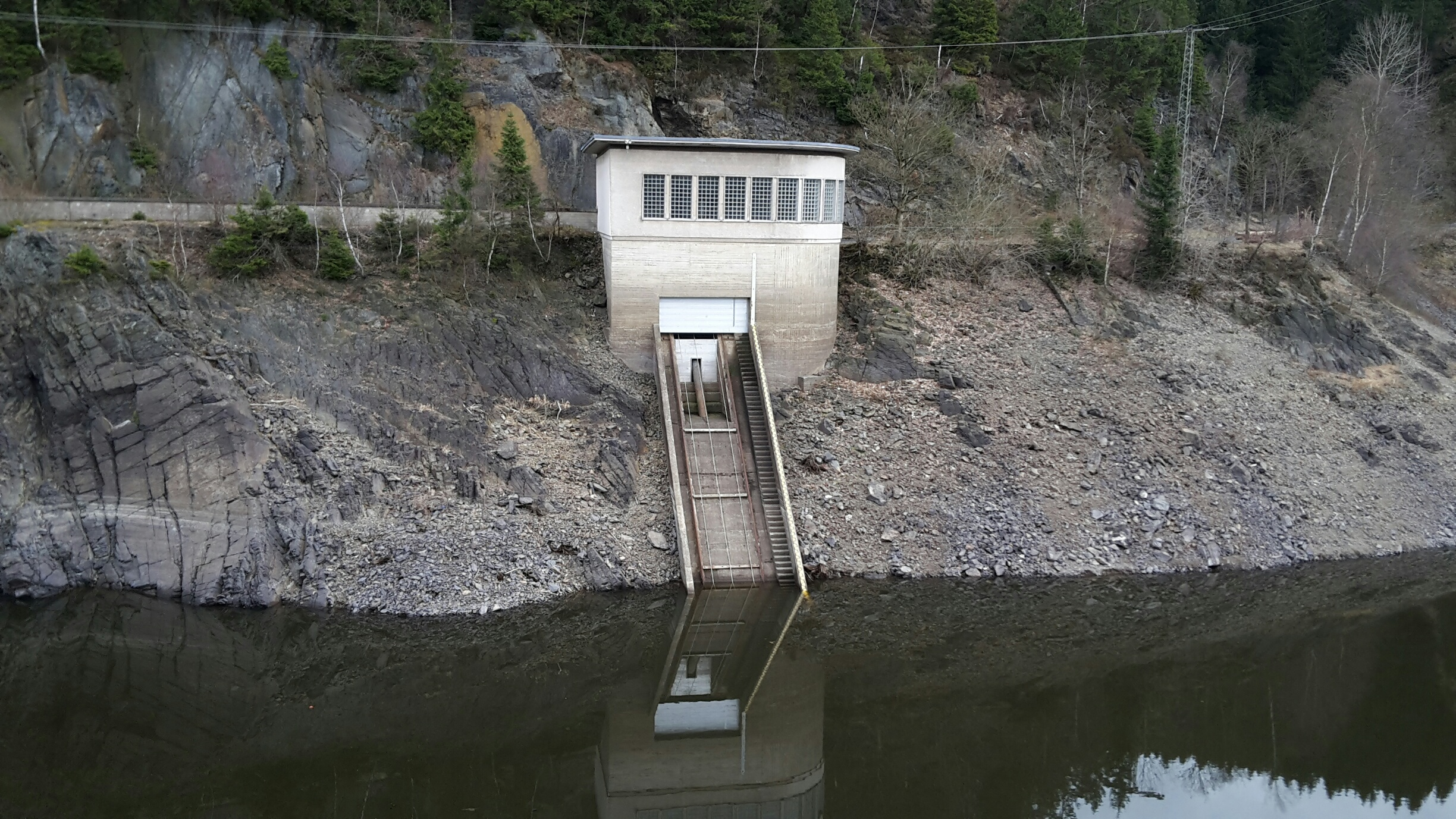
Windenhaus mit vorgelagerter Schienenbahn
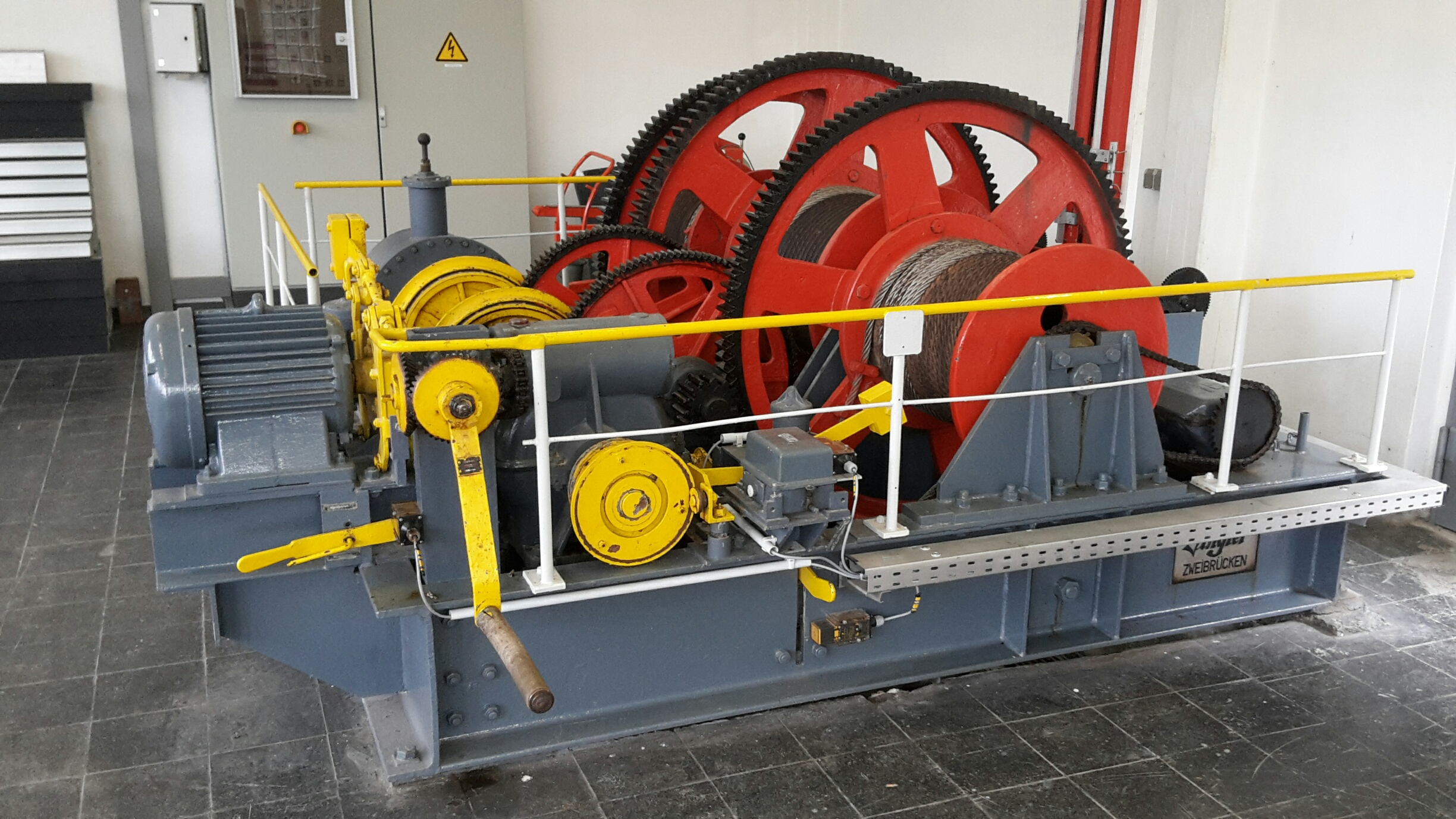
Windwerk im Inneren des Windenhauses
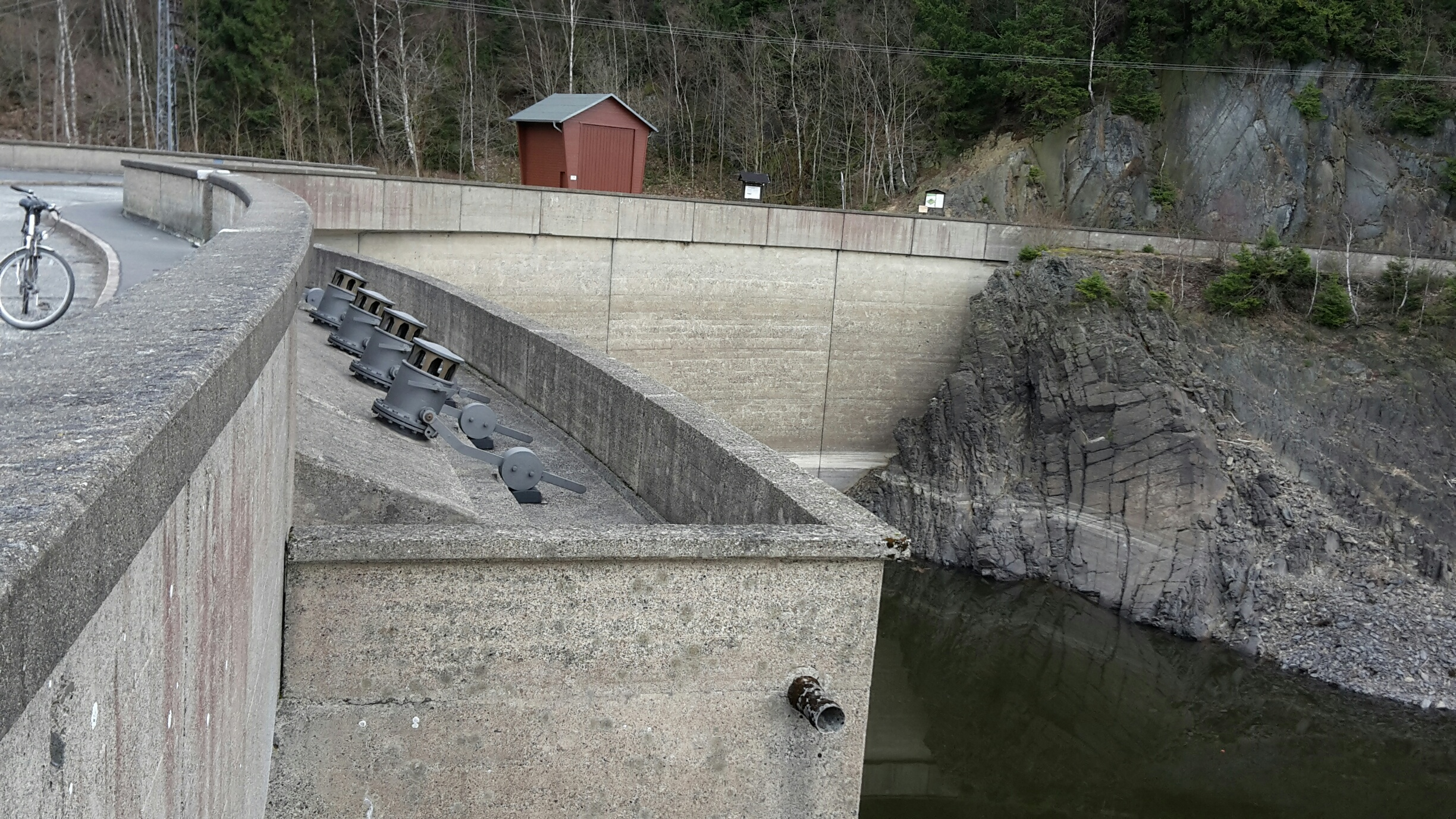
Belüftungsventile der Heber Hochwasserentlastung
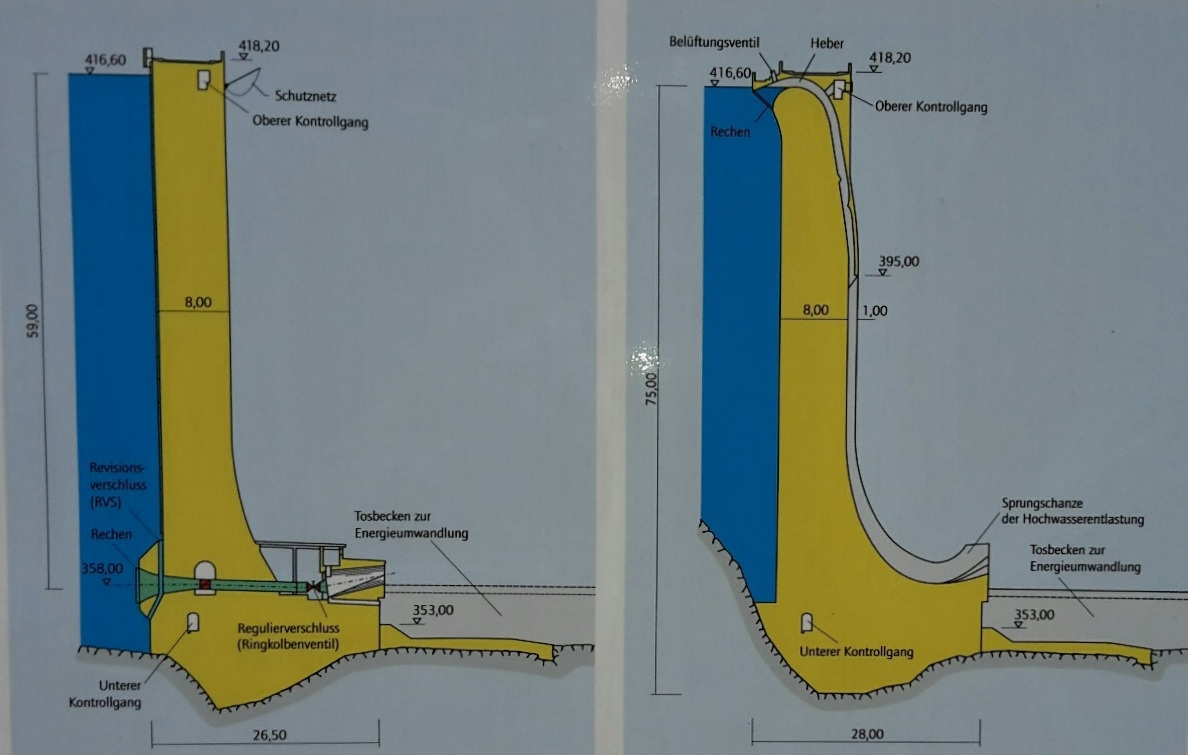
Querschnittsskizzen der Staumauer, abfotografiert von dortiger Infotafel
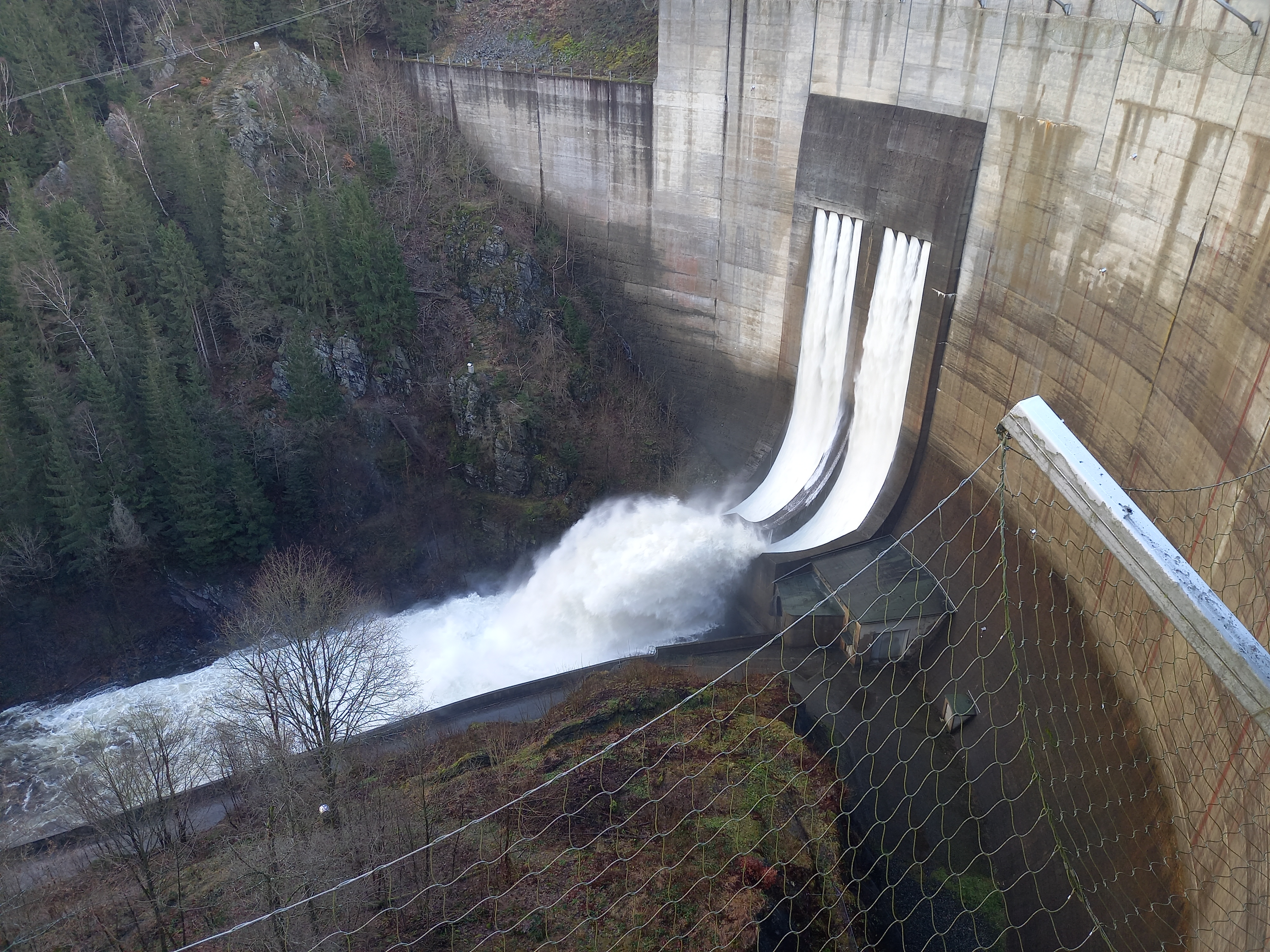
Hochwasserentlastung in Betrieb (26. Dezember 2023)

### Betriebswasserentnahme mit Druckstollen und Windenhaus

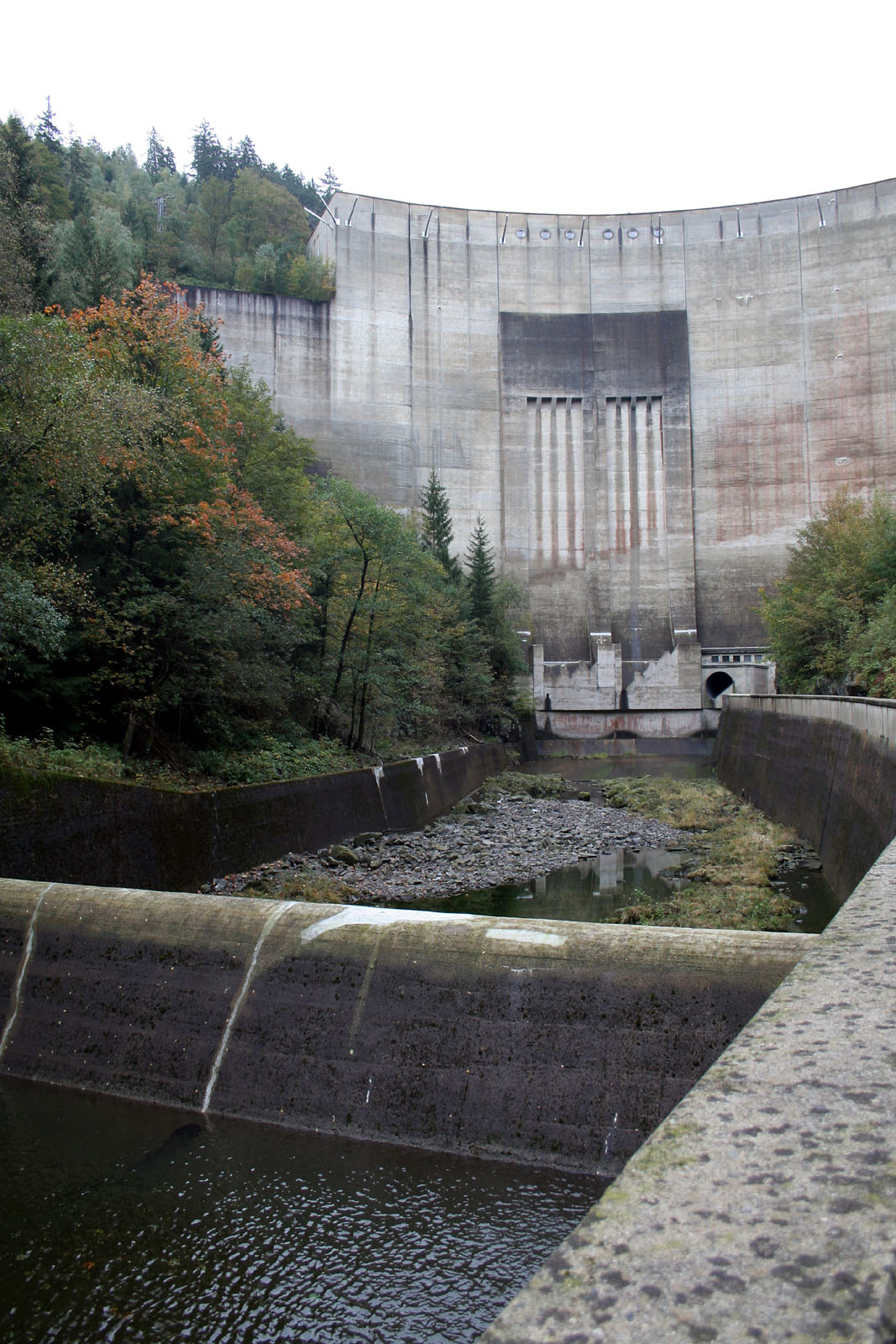
Tosbecken unterhalb der Staumauer der Okertalsperre

Üblicherweise wird das Wasser der Okertalsperre über die Betriebswasserleitung entnommen. Diese besteht aus einem 1,1 km langen Druckstollen, der am östlichen Hang kurz vor der Staumauer beginnt und das Wasser durch den Ahrendsberg nach Romkerhalle führt. Der Stollen hat einen Kreisquerschnitt mit einem Durchmesser von 2,0 m. Vor dem Stollenmundloch befindet sich ein Rechen, der zu Reinigungszwecken von dem Windenhaus aus auf einer Schienenbahn hochgezogen werden kann. Vom Windenhaus aus kann auch ein Revisionsverschluss in Form eines Schützes auf der gleichen Schienenbahn vor den Stolleneinlauf gesetzt werden. Dann kann der Stollen entleert und kontrolliert werden. Der Stollen endet kurz vor dem Kraftwerk Romkerhalle; die letzten 30 m bestehen aus einem freiliegenden Stahldruckrohr DN 1600, welches das Wasser in das Kraftwerk führt. Im letzten Drittel des Druckstollen befindet sich ein Wasserschloss in Form eines Schachtbauwerkes, dessen Tagesöffnung sehr versteckt im Bereich des Ahrendsberges liegt. Der maximale Durchfluss von Stollen und Kraftwerk beträgt etwa 8,1 m³/s.

### Tosbecken
Sowohl Grundablass als auch Hochwasserentlastungsanlage münden in ein 110 m langes Tosbecken, das am Mauerfuß in das ursprüngliche Flussbett der Oker errichtet wurde. Hier steht bei Betrieb ein mindestens 3,50 m hohes Wasserpolster zur Verfügung, mit dem die hohen kinetischen Kräfte des mit hoher Geschwindigkeit eintreffenden Wassers erheblich abgemindert werden. Sind weder Grundablass noch Hochwasserentlastung in Betrieb (was in der Regel der Fall ist), so kann das Tosbecken über eine kleine Öffnung leerlaufen.

## Weitere Einrichtungen

### Vorsperre
Die Vorsperre der Okertalsperre ist mit einer Gewichtsstaumauer ausgestattet, die 20,0 m hoch und 100 m lang ist. Das Bauwerk kann bis zu 520.000 m³ Wasser stauen und dient vor allem der Wasserqualität in der Hauptsperre. Der Dauerstau (max. 15 m Wasserhöhe an der Vorstaumauer) ermöglichte die Entwicklung eines Feuchtgebietes im Kellwassertal. Nur bei sehr hohem Wasserstand im Okerstausee sind Talsperre und Vorsperre auf gleichem Wasserniveau. Dann kann der Wasserspiegel in der Vorsperre auch um bis zu 1,60 m ansteigen.

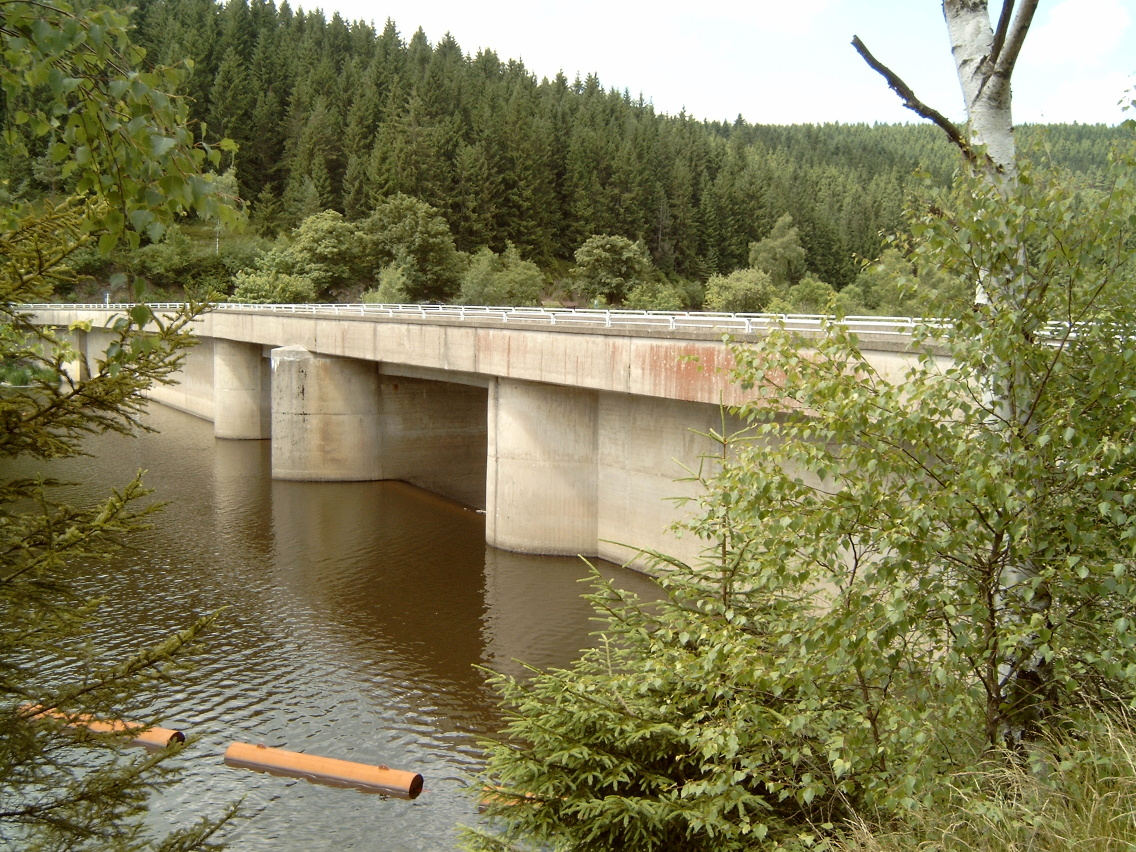
Vorsperre, Vorbeckenseite
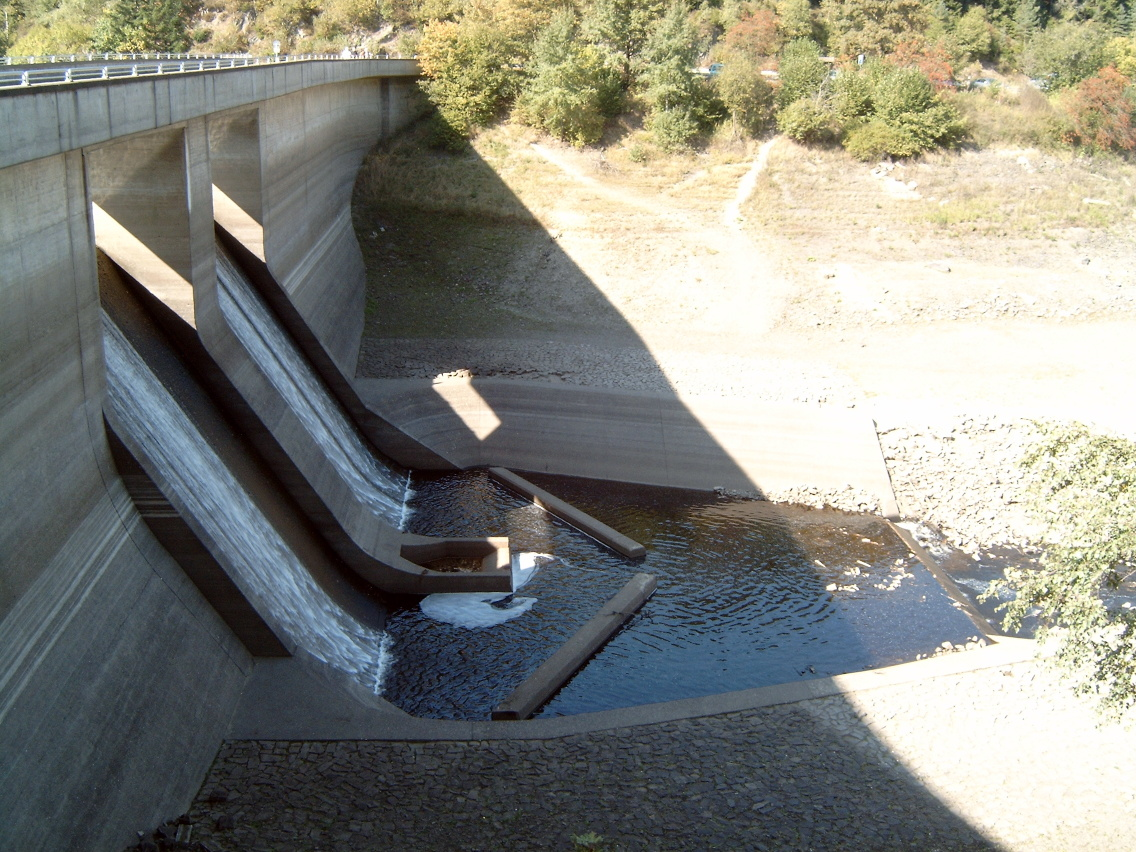
Vorsperre luftseitig bei niedrigem Wasserstand in der Hauptsperre

### Wasserkraftwerk Romkerhalle

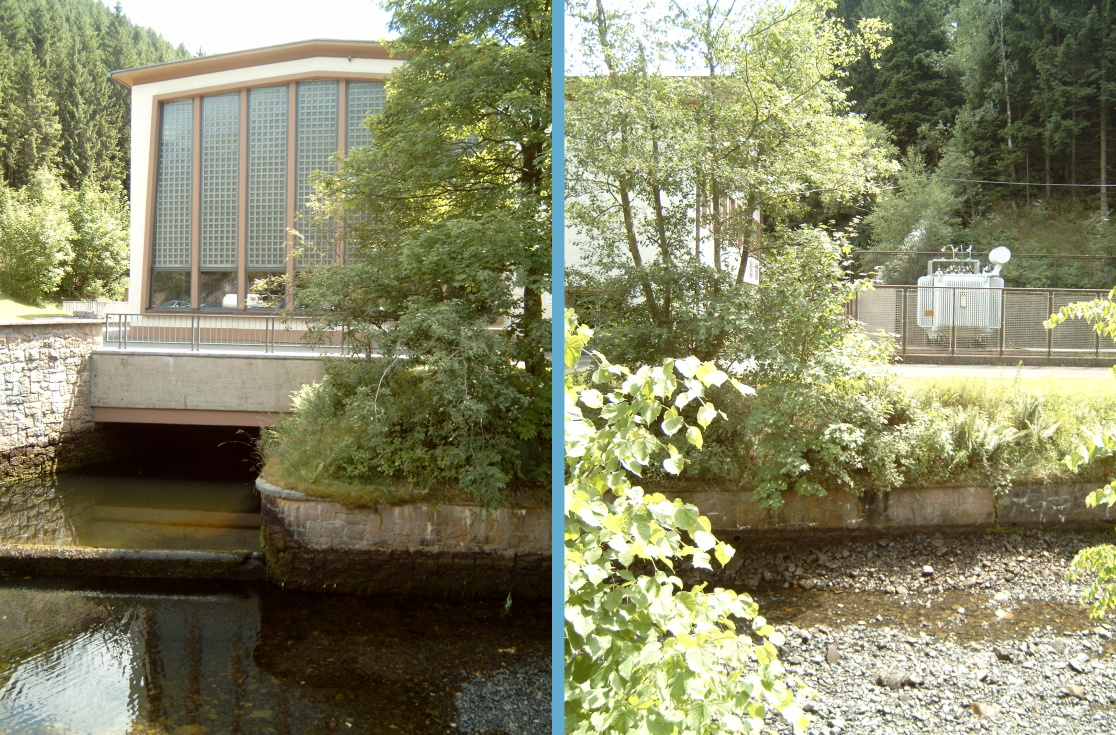
Wasserkraftwerk Romkerhalle

Etwa 1,1 km (Luftlinie) nordöstlich unterhalb der Okertalsperre steht bei Romkerhalle das Wasserkraftwerk Romkerhalle. Seine Francisturbine wird durch Wasser angetrieben, das von der Staumauer durch einen Druckstollen, gefolgt von einer kurzen Rohrleitung dorthin geleitet wird. Das 1956 in Betrieb genommene Kraftwerk hat eine Ausbauleistung von 4,14 MW. Die aus der Druckleitung resultierende Fallhöhe beträgt bis zu 80 m, der maximale Durchfluss der Turbinen 8,1 m³ pro Sekunde und die mittlere Jahresarbeit 12,5 Millionen kWh pro Jahr. Das Kraftwerk wird als Speicherkraftwerk etwa acht Stunden täglich betrieben. Aus diesem zeitlich unterbrochenen Kraftwerksbetrieb resultieren starke Wasserstandsänderungen in der Oker bis hin zum Ausgleichsbecken. Das Kraftwerk entwässert direkt in das Flussbett der Oker; an dieser Stelle beginnt die Wildwasserstrecke des Flusses, die den intermittierenden Kraftwerksbetrieb für den Kanusport nutzt.

### Oker-Grane-Stollen

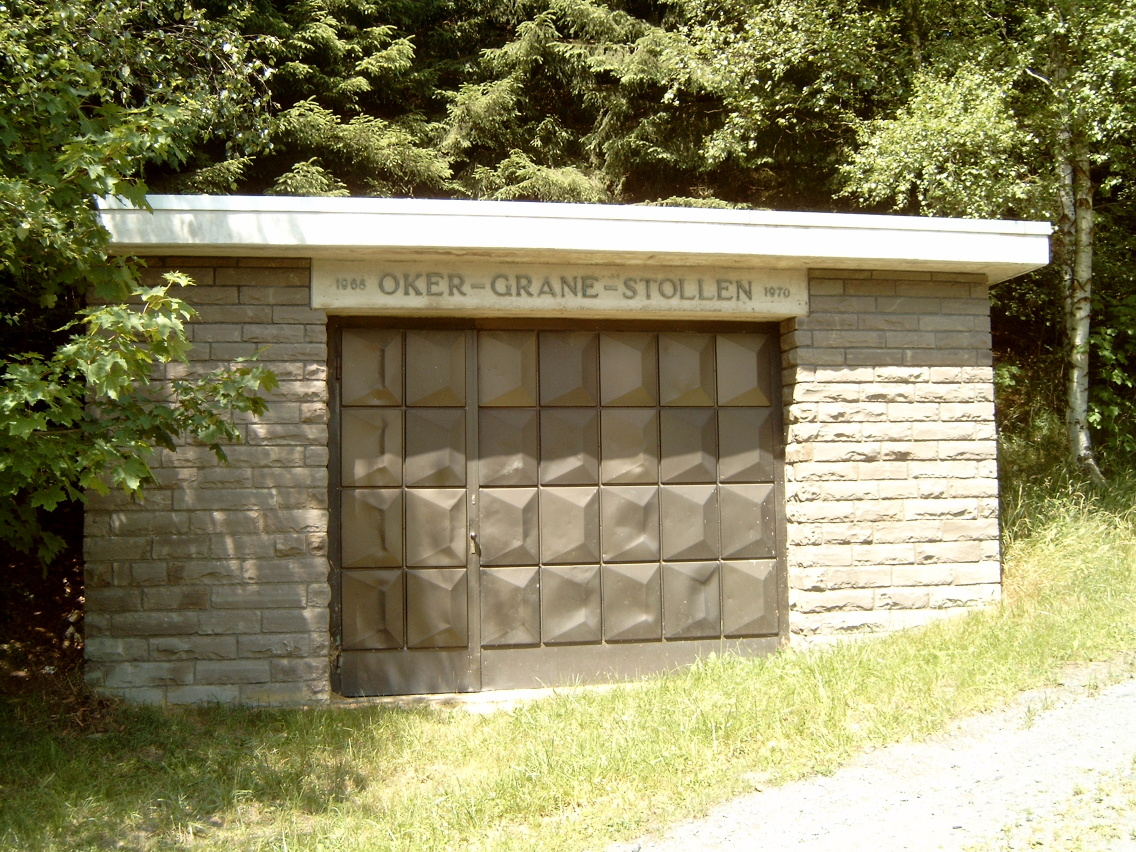
Oker-Grane-Stollen, Zugang bei Romkerhalle

Über den 7,4 km langen Oker-Grane-Stollen, dessen Einlauf bei Romkerhalle im Südosten und dessen Auslauf am Ostufer der Granetalsperre im Nordwesten liegt, kann Wasser aus der Okertalsperre (Kraftwerk oder Grundablass) in die Granetalsperre geleitet werden, wo es für Trinkwasser aufbereitet werden kann. Die Granetalsperre selbst hat nur ein verhältnismäßig kleines Einzugsgebiet und ist für ihre Trinkwassergewinnung auf weitere Zuflüsse angewiesen. Der Oker-Grane-Stollen wurde von 1968 bis 1970 erbaut. Er unterquert auf seiner Strecke das Tal der Abzucht und jenes von deren Zufluss Gose. Von beiden Bächen kann er bei erhöhten Abflüssen zusätzlich Wasser ableiten und der Granetalsperre zuführen.

### Ausgleichsbecken der Okertalsperre
Das etwa 2 km unterhalb der Okertalsperre und 1 km unterhalb des Wasserkraftwerks Romkerhalle gelegene Ausgleichsbecken ist mit einer Gewichtsstaumauer ausgestattet, die 18 m hoch und 78 m lang ist. Das Ausgleichsbecken kann bis zu 204.000 m³ Wasser stauen und dient vor allem dazu, Wasser aus dem intermittierenden Kraftwerksbetrieb aufzufangen und als gleichmäßigen Abfluss an das Unterwasser abzugeben. Bis zum nördlichen Harzrand werden Turbinen von an der Oker gelegenen Kleinwasserkraftwerken angetrieben. Ähnlich wie auf dem Okerstausee bildet sich bei ungestörter Wasseroberfläche auf dem Stausee eine sehr glatte Wasseroberfläche aus, auf der sich die umgebende Landschaft klar spiegelt. Wegen der windgeschützten Lage des Ausgleichsbeckens tritt dieses Phänomen dort recht häufig auf.

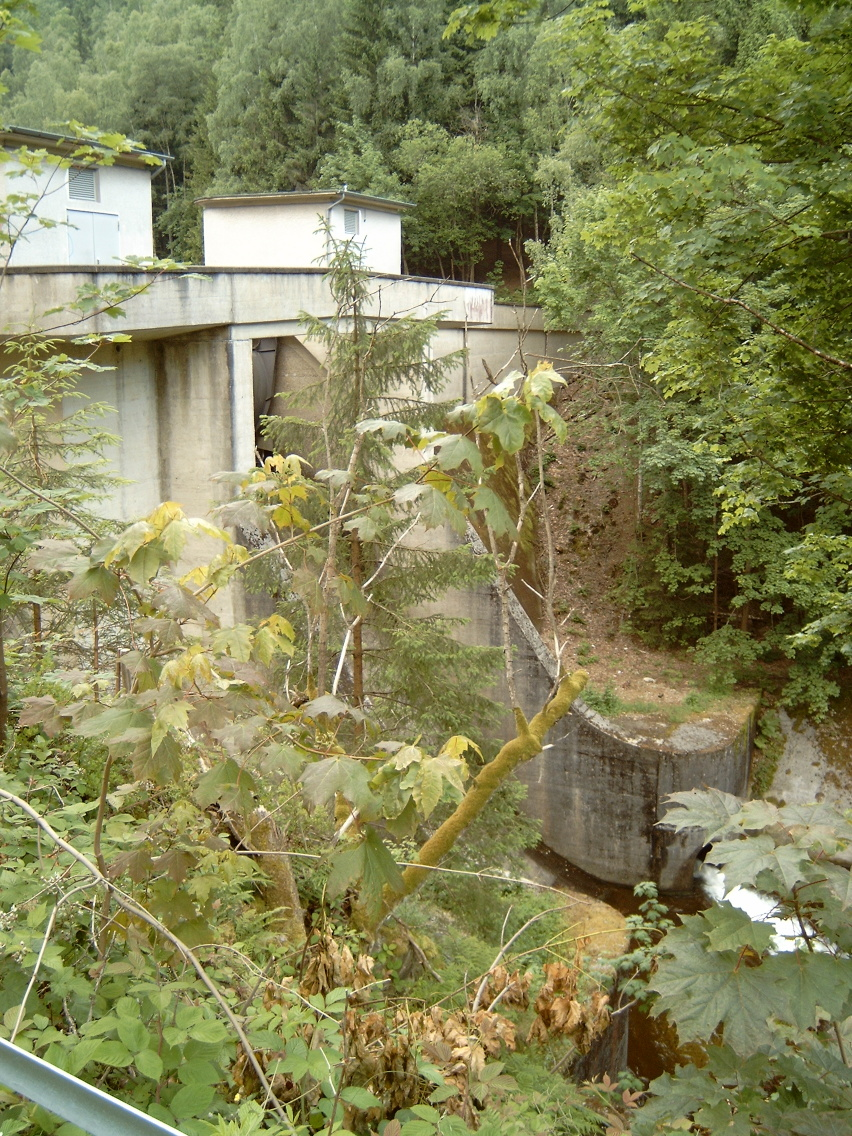
Ausgleichsbecken der Okertalsperre, Staumauer, Talseite
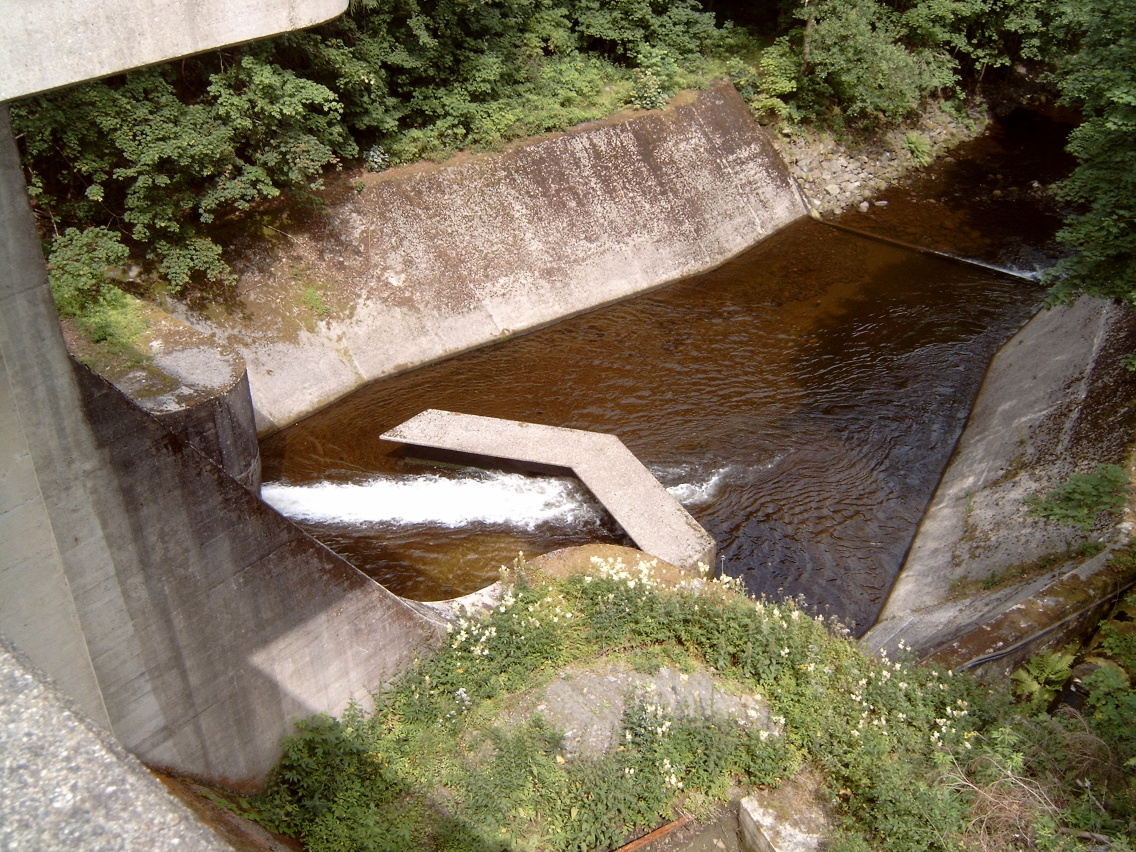
Ausgleichsbecken der Okertalsperre, Prallkörper

### Abwasserleitung

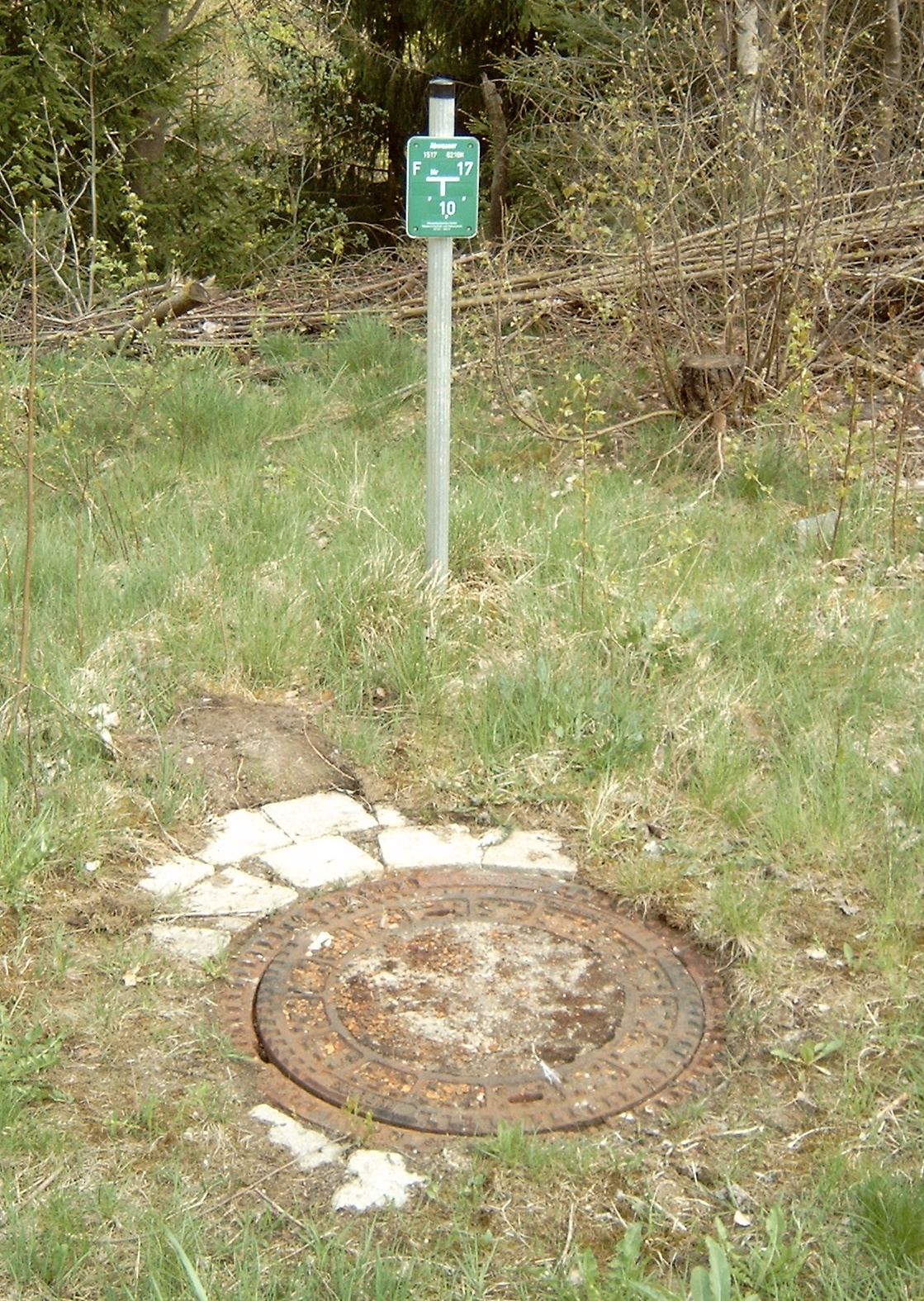
Abwasserleitung, Kontrollschacht zwischen Staumauer und Romkerhalle

Um das Wasser in der Talsperre nicht unnötig zu belasten, wird das in Altenau und Schulenberg anfallende Abwasser in einer separaten Abwasserleitung um die Okertalsperre herum zur Kläranlage Goslar-Oker geleitet.

## Film
- Als die Talsperren in den Harz kamen, Dokumentarfilm, Deutschland, 2011, 43:30 Min., Buch und Regie: Hanna Legatis, Produktion: NDR, Reihe: Unsere Geschichte, Erstsendung: 3. August 2011, NDR, Inhaltsangabe, auf fernsehserien.de